# Classe Nimitz
Pour les articles homonymes, voir Nimitz.
La classe Nimitz est une classe de porte-avions géants à propulsion nucléaire actuellement en service dans l'US Navy. Avec 88 000 tonnes de déplacement, les porte-avions de la classe Nimitz ont été les plus imposants navires de guerre en service (ce record a été battu par les porte-avions de classe Gerald R. Ford qui sont entrés en service vers 2020), détenant le record du monde des navires militaires pour la masse  en déplacement. Cependant, s'ils sont les navires les plus lourds de la flotte américaine, ils ne sont pas les plus longs ; ce record est détenu par l'USS Enterprise (CVN-65).
L'USS Nimitz, premier porte-avions de la classe, a été mis en service en 1975 et porte le numéro CVN-68. Lui et les deux suivants (le Dwight D. Eisenhower et le Carl Vinson) étaient destinés à remplacer les trois porte-avions de la classe Midway (le Midway, le Coral Sea et le Franklin D. Roosevelt), mis en service au lendemain de la Seconde Guerre mondiale. En 2006, l'USS George H. W. Bush (CVN-77), le dixième et dernier de la classe, a été construit comme tous ses prédécesseurs au chantier naval Northrop Grumman de Newport News et est en service depuis 2009. Le Bush marquera la transition vers les porte-avions de classe Gerald R. Ford : il intègre de nouvelles technologies dont un radar multifonction, un radar de recherche de volume et un réseau informatique en architecture ouverte permettant un équipage considérablement réduit. Pour baisser les coûts, certaines de ces nouvelles technologies ont aussi été incorporées à l'USS Ronald Reagan (CVN-76), le porte-avions construit juste avant le Bush.
Outre l'appui direct aux opérations de guerre, ces porte-avions peuvent également jouer un rôle de dissuasion, par leur simple présence au large des côtes d'un État, ou bien participer à des opérations humanitaires.

## Histoire

### De la planification à la conception

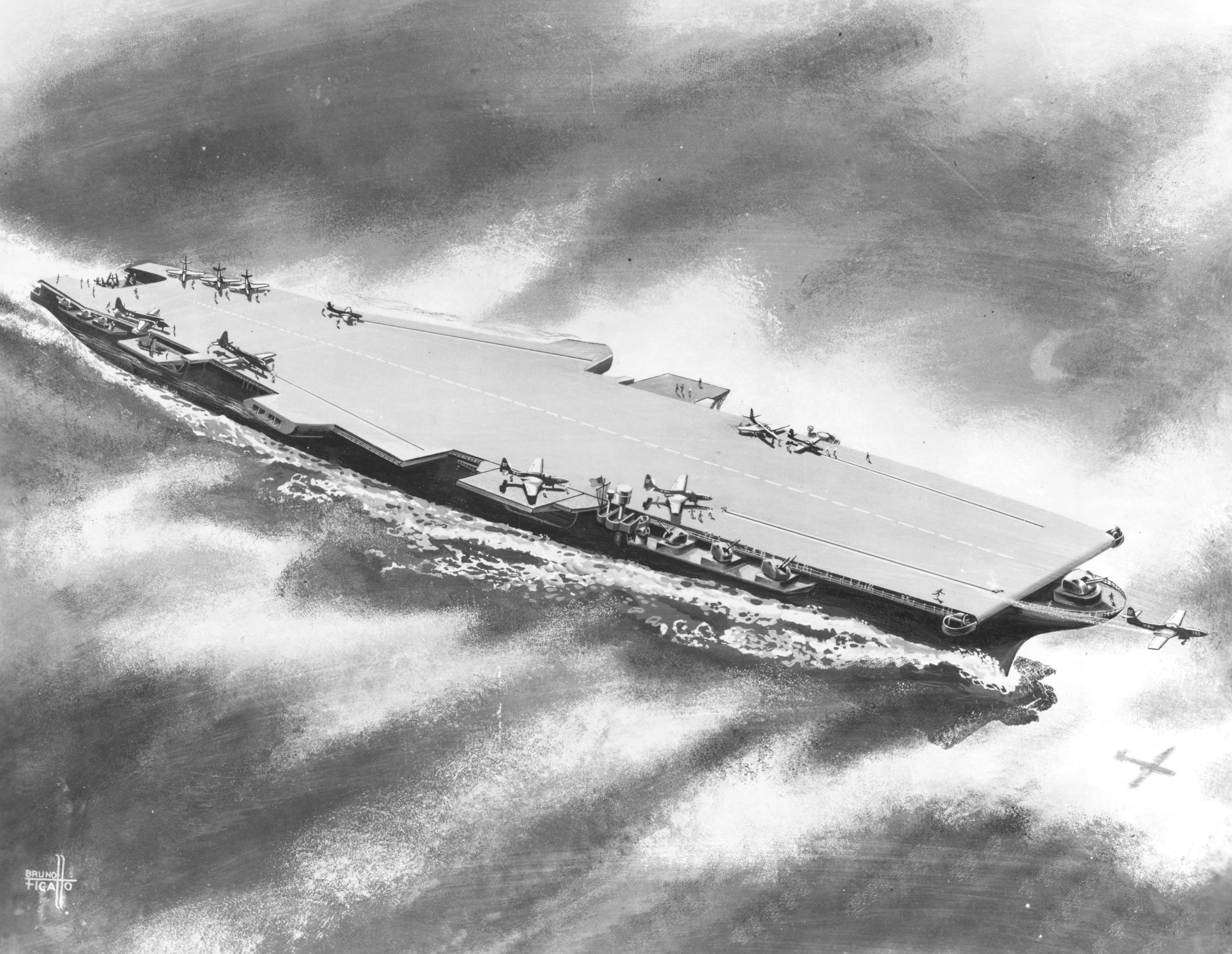
Vue d'artiste de ce qu'aurait été l'USS United States.

L'idée de la construction d'une classe de super porte-avions vit le jour au lendemain de la Seconde Guerre mondiale. Le 29 juillet 1948, le président des États-Unis Harry S. Truman approuva le projet de construction d'une toute nouvelle génération de porte-avions, avec la mise en chantier de la quille de l'USS United States (CVA-58) le 18 avril 1949. Avec un déplacement de 59 000 tonnes et une longueur de 330 mètres, ce navire devait inaugurer l'avènement des porte-avions géants. Toutefois, sa construction fut annulée, en partie à cause de désaccord entre l'US Air Force et l'US Navy sur le rôle que devait jouer chaque arme dans le bombardement stratégique nucléaire, désaccord qui conduisit à ce qui sera appelé la « Révolte des amiraux ».
Lorsque la guerre de Corée éclata (1950–1953), l'attitude du gouvernement Truman changea. La construction de l'USS Forrestal débuta dès juillet 1952 (navire-tête de série de la classe Forrestal), et les navires suivants firent rapidement leur apparition. Les quatre navires de la classe Forrestal et l'USS Kitty Hawk (navire de tête de la classe Kitty Hawk) marqueront dès 1961 la normalisation des porte-avions géants dans l'US Navy. L'entrée en service de l'USS Enterprise fin 1961, porte-avions géant à propulsion nucléaire (huit réacteurs A2W), démontrera quant à lui la supériorité de cette source d'énergie pour les grands bâtiments de combat.
Cependant, le recours à la propulsion nucléaire systématique fut freiné par son coût prohibitif. La politique de Robert McNamara, Secrétaire à la Défense de 1961 à 1968, visait justement à limiter les dépenses de l'armée. Il fit bloc contre la construction de porte-avions géants à propulsion nucléaire, qu'il considérait comme des dépenses superflues. L'US Navy ne sera autorisée à construire que deux porte-avions géants à propulsion classique jusqu'en 1967, date à laquelle la politique de McNamara commença à s'assouplir. L'USS Nimitz, le navire-tête de série, sera commandé en 1967 et mis en chantier dès juin 1968.
Ce premier navire reposait sur le design SCB-102, un design dérivé du SBC-127C (l'USS John F. Kennedy), modifié pour permettre l'installation de deux réacteurs A4W nouvelle génération à la place des huit chaudières classiques. Le gain de place obtenu par la suppression de ces huit chaudières et du réservoir à combustible qui les alimentait était un avantage considérable pour ce nouveau porte-avions, plus encore que pour l'USS Enterprise (seulement deux réacteurs nucléaires pour le Nimitz au lieu de huit pour l'Enterprise).
À la fin des années 1960, les chantiers navals de l'État américain étaient en déclin et ne pouvaient plus répondre à l'augmentation sans cesse croissante du nombre d'opérations de maintenance à effectuer sur chaque porte-avions. Seule l'entreprise privée Newport News Shipbuilding, constructeur de l'USS Enterprise, disposait de la technologie et du savoir-faire nécessaires à la construction d'un porte-avions à propulsion nucléaire. Initialement, trois navires étaient prévus à la construction : le Nimitz, le Dwight D. Eisenhower et le Carl Vinson. Le contrat prévoyait de construire chaque navire en seulement quatre ans, comme cela avait été le cas pour l'Enterprise. Toutefois, la construction du premier navire fut ralentie par de nombreux problèmes et accidents, et les ouvriers finirent par entamer une grève. De ce fait, la construction du premier navire prit deux ans de retard. Le chantier naval étant dans l'incapacité de construire deux navires en même temps, c'est tout le projet qui a dû être décalé de deux ans. À cause de l'inflation des années 1970, le prix de construction des navires fut rapidement revu à la hausse, trop rapidement même, par rapport à la durée de construction : pour un coût inférieur à 700 millions de dollars américains en 1973, l'US Navy a estimé que le prix atteindrait les 2 milliards de dollars en 1977[réf. souhaitée]. Le prix ne cessera d'augmenter, et culmine aujourd'hui à 6 milliards de dollars avec le George H. Bush (concernant le CVN-76 et le CVN-77, une analyse de la GAO montrera en 2004 que l'augmentation du prix de ces deux navires était due, d'une part à l'augmentation du prix des matières premières, et d'autre part à une sous-estimation du budget par le constructeur).
Cette hausse du prix a motivé l'annulation du 4e navire par Gerald Ford en 1976 et son successeur Jimmy Carter à mettre de côté le projet de construction des navires Nimitz, et à reprendre la construction des navires à propulsion classique en étudiant entre autres le concept Vari-Purpose Carrier, beaucoup moins onéreux. Cette décision fut très mal reçue par son gouvernement, et le Congrès en a décidé autrement, en votant en 1980 la construction du quatrième porte-avions Nimitz. L'élection de Ronald Reagan et sa politique vis-à-vis de la marine sera très profitable à la classe Nimitz, notamment grâce au plan « Marine de 600 navires » de John Lehman, Secrétaire à la Marine. L'US Navy commanda deux nouveaux navires fin 1982, et deux autres supplémentaires en 1988, ce qui ramena à huit le nombre de navires de la classe Nimitz. Les deux dernières unités ont été commandées en 1994 et 2001, pour un montant respectif de 4,3 et 6,2 milliards de dollars.

#### Impact sur le bloc soviétique
La mise en service de l'Enterprise et la construction des trois premiers navires Nimitz en 1973 mirent la marine soviétique en alerte. En effet, à cette même période, celle-ci ne possédait que deux porte-hélicoptères de classe Moskva. En 1973, le ministre de la Défense soviétique Andreï Gretchko initia le Projet 1153 Orel, programme qui proposait la construction de porte-avions géants nucléaires similaires à ceux de la classe Nimitz, mais en version plus courte et ne pouvant emporter que 70 avions à bord. Le coût de construction étant trop important, le programme fut modifié afin d'être moins ambitieux, et devait aboutir à la construction d'un porte-avions géant nucléaire ne pouvant embarquer que 50 avions. Mais le navire coûtait encore trop cher ; le projet sera définitivement abandonné en 1983. Entre-temps, à la mort de Gretchko en 1976, son successeur Dmitri Oustinov entreprit la construction des quatre porte-avions de la classe Kiev, à propulsion classique et pouvant embarquer 30 aéronefs.
Peu avant la fin de la Guerre froide, la marine soviétique tenta pour la deuxième fois de construire un porte-avions nucléaire. En pratique, le Projet 1153 Orel fut recyclé en Projet 1143.7 dès 1984. Ce projet devait aboutir à la construction de l'Oulianovsk et d'un second navire similaire. Le premier est mis en chantier en 1988, mais sa construction est abandonnée à 40 % d'avancement en 1991, à cause de l'effondrement de l'URSS,,. Le second navire ne verra jamais le jour. Aucun porte-avions à propulsion nucléaire n'aura jamais servi dans la marine soviétique ; à l'heure actuelle, le plus grand porte-avions russe est l’Amiral Kouznetsov (Projet 1143.5).

### Unités
| Numéro | Nom                  | Commande          | Mise en chantier | Lancement        | Entrée en service actif | Fin de vie | Contrat initial | Coût final    |
| ------ | -------------------- | ----------------- | ---------------- | ---------------- | ----------------------- | ---------- | --------------- | ------------- |
| CVN-68 | Nimitz               | 31 mars 1967      | 22 juin 1968     | 13 mai 1972      | 3 mai 1975              | ~2025      | 450 millions    | 635 millions  |
| CVN-69 | Dwight D. Eisenhower | 29 juin 1970      | 15 août 1970     | 11 octobre 1975  | 18 octobre 1977         | ~2027      | 550 millions    | 679 millions  |
| CVN-70 | Carl Vinson          | 5 avril 1974      | 11 octobre 1975  | 15 mars 1980     | 13 mars 1982            | ~2030      | 750 millions    | 956 millions  |
| CVN-71 | Theodore Roosevelt   | 30 septembre 1980 | 31 octobre 1981  | 27 octobre 1984  | 25 octobre 1986         | ~2034      | 1,2 milliard    | s.o.          |
| CVN-72 | Abraham Lincoln      | 27 décembre 1982  | 3 novembre 1984  | 13 février 1988  | 11 novembre 1989        | ~2039      | 1,55 milliard   | s.o.          |
| CVN-73 | George Washington    | 27 décembre 1982  | 25 août 1986     | 21 juillet 1990  | 4 juillet 1992          | ~2042      | 1,55 milliard   | 3,5 milliards |
| CVN-74 | John C. Stennis      | 29 mars 1988      | 13 mars 1991     | 11 novembre 1993 | 9 décembre 1995         | ~2045      | 1,85 milliard   | 3,5 milliards |
| CVN-75 | Harry S. Truman      | 30 juin 1988      | 29 novembre 1993 | 7 septembre 1996 | 25 juillet 1998         | ~2048      | 1,85 milliard   | s.o.          |
| CVN-76 | Ronald Reagan        | 8 décembre 1994   | 12 février 1998  | 4 mars 2001      | 12 juillet 2003         | ~2053      | 2,5 milliards   | 4,3 milliards |
| CVN-77 | George H. W. Bush    | 26 janvier 2001   | 6 septembre 2003 | 9 octobre 2006   | 10 janvier 2009         | ~2059      | 3,8 milliards   | 6,2 milliards |

Les montants en dollars sont exprimés dans la valeur courante de leur année fiscale respective. Ce tableau est issu d'une base de données complétée par les informations trouvées sur les sites officiels des porte-avions.

### Dénomination
Le nom de la première unité, ainsi que le nom de la classe elle-même, honore l'amiral Chester Nimitz, célèbre stratège à qui l'on doit la victoire américaine dans le Pacifique lors de la Seconde Guerre mondiale. Tous les autres navires furent nommés en l'honneur d'une personnalité politique. Aux côtés des présidents Eisenhower, Theodore Roosevelt, Lincoln, Washington, Truman, Reagan et Bush senior, se trouvent deux sénateurs du Congrès, qui se distinguent par leur engagement dans le renforcement des forces navales américaines : Carl Vinson (représentant de la Géorgie) et John C. Stennis (représentant du Mississippi). Avec quatre de ses unités (Vinson, Stennis, Reagan et Bush), la Navy a brisé la tradition selon laquelle un navire devait être baptisé en l'honneur d'une personne défunte.
Dans la liste des codes des immatriculations des navires de l'US Navy, l'indicatif d'un porte-avions est CVN. C pour Carrier, car ce mot désigne en anglais le « porteur » d'avions. V pour «Vessel » qui veut dire « vaisseau », ou « bâtiment » au sens marin. Enfin, N pour Nuclear. Il est possible de lire des articles classant le Nimitz et l'Eisenhower sous la désignation CVAN (A pour Attack), mais cette désignation a été abandonnée au profit de l'acronyme CVN le 30 juin 1975 (tous les autres navires CVAN sont dès lors devenus des CVN). Le numéro de coque (68 pour le premier Nimitz) est un numéro qui s'incrémente à chaque nouveau porte-avions de la Navy.

### Construction

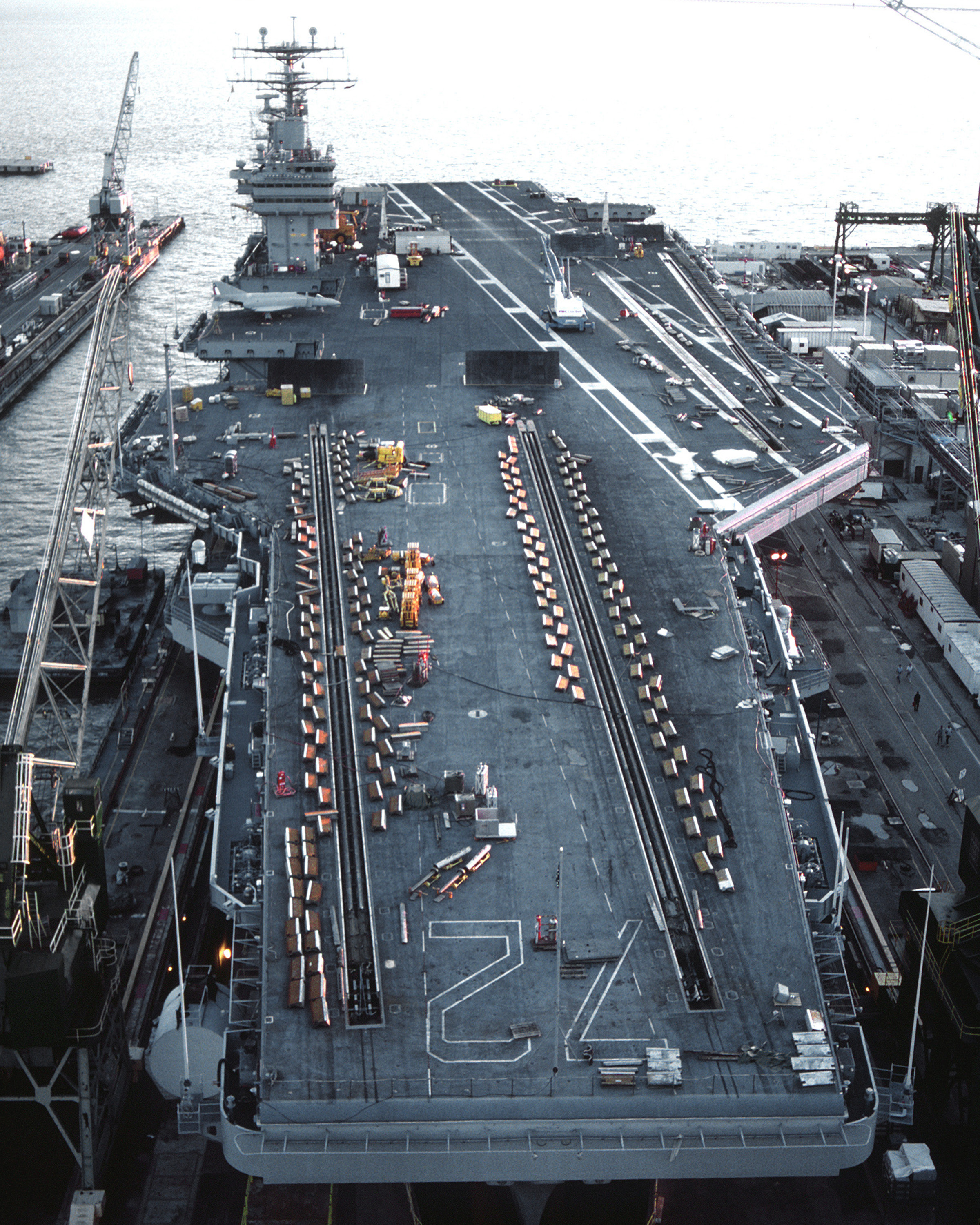
L'USS Abraham Lincoln, en cale sèche à en, dernier jour avant son départ (mai 1990).

Tous les bâtiments ont été construits dans le plus grand chantier naval des États-Unis : Northrop Grumman de Newport News (anciennement appelé Newport News Shipbuilding). Longue de 670 mètres, la cale no 12 aura servi de forme de construction pour tous les navires Nimitz, et dispose d'un portique de manutention de 900 tonnes. La construction d'un bâtiment commence par la mise en place des blocs de béton et de bois qui soutiendront la quille. Ensuite, les blocs d'acier sont taillés et mis en forme, avant de pouvoir entamer la pose de la quille. La construction dure en général 33 mois, après quoi le navire est lancé. La cale est alors mise en eau et le navire remorqué vers l'extérieur.
Ces navires sont construits selon une technique modulaire, innovation que l'on doit au chantier naval Litton-Ingalls (qui sera fusionné avec Northrop Grumann en 2001). Les modules du navire (superlift en anglais) sont construits séparément et soudés les uns aux autres dans la cale. Ils y sont acheminés par le portique de 900 tonnes. Chaque module pèse plusieurs centaines de tonnes ; par exemple, l'étrave du Bush pèse 635 tonnes. Chaque navire est composé de plus d'une centaine de modules ; le Bush en possède 162 à lui seul.
Toutefois, il est impossible de construire de tels porte-avions entièrement sur place : le chantier n'est pas assez vaste et ne dispose pas des capacités logistiques nécessaires. C'est pour cette raison que les navires fraîchement construits quittent le chantier naval dès que possible et sont remorqués le long du fleuve James River. À ce moment, le navire est à moitié construit (sa structure métallique est achevée). 2 600 débardeurs ont alors pour mission de transporter à bord tout l'équipement nécessaire à la finition du navire et à son armement. Celui-ci entame ensuite une croisière de tests pour déceler les éventuelles failles (électronique de bord, tenue en mer, armes, systèmes de sécurité, etc.), et retourne au chantier naval pour y subir les corrections nécessaires. Enfin, le navire est baptisé sur place et entre en service actif.
La construction d'un tel bâtiment requiert approximativement 40 millions d'heures de travail. La construction dure au total six ans, soit 72 mois (depuis la pose des blocs de béton jusqu'à l'entrée en service actif), dont 33 seront passés dans le chantier naval.

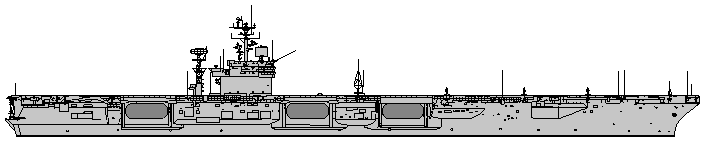
Profil tribord de l'USS Nimitz.

### Modernisation
Tout au long de leur vie, les navires doivent régulièrement subir des opérations de maintenance et de modernisation ; chaque nouvelle construction apporte son lot d'innovations. Le premier bond technologique est survenu sur le Theodore Roosevelt ; on y révisa, entre autres, la dureté des plaques de Kevlar dans la coque. Les deux derniers bâtiments (Reagan et Bush) sont eux aussi en rupture avec les précédents navires, notamment au niveau de l'armement de bord, bien plus performant, et quelques modifications dans la structure de la coque et de l'îlot (où le mât radar est désormais intégré). Le Bush servira d'ailleurs de modèle pour une nouvelle génération de porte-avions à venir : la classe Gerald R. Ford.

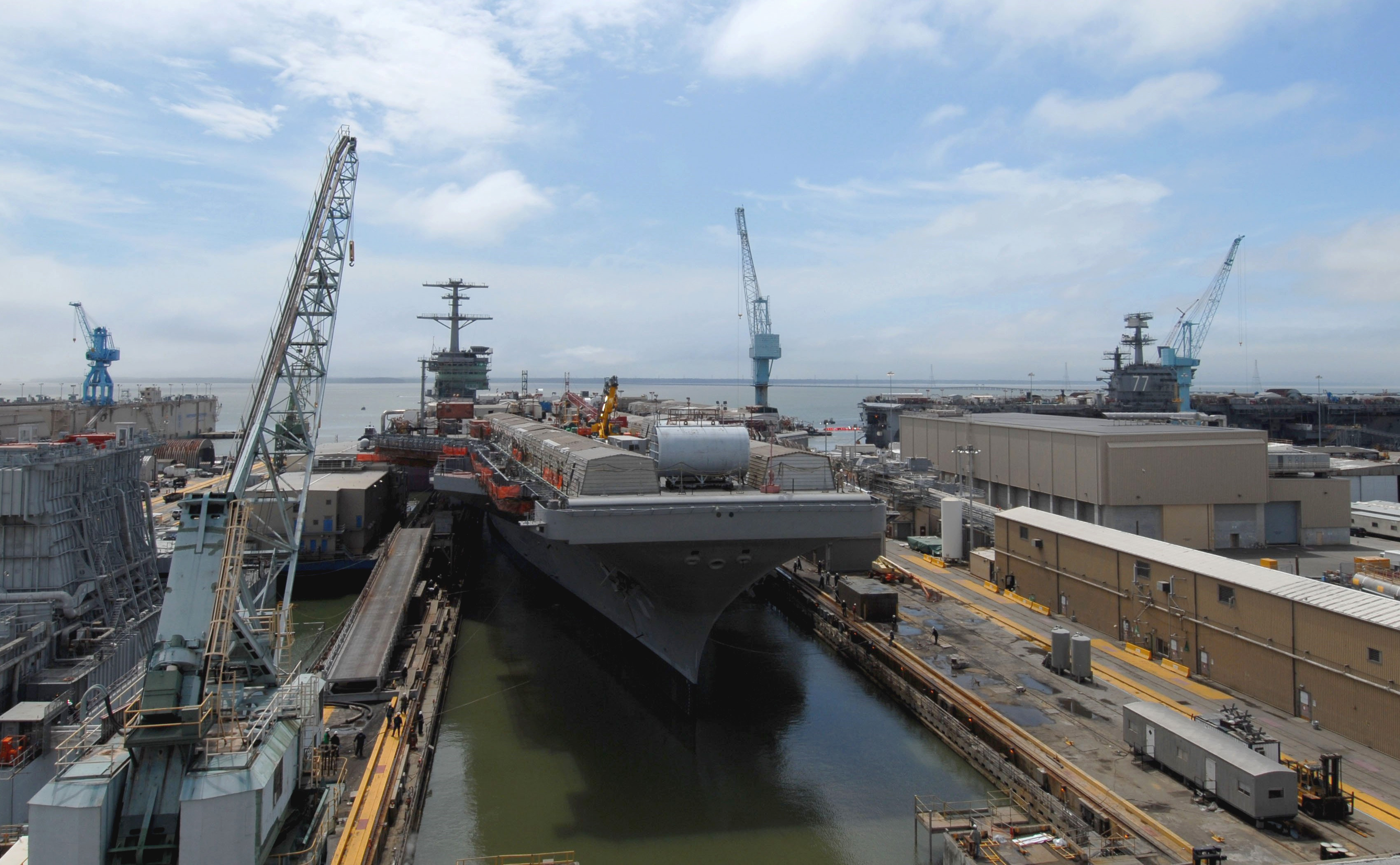
L'USS Carl Vinson, au en lors de son RCOH (mai 2009). Il est sur le point de remonter le en.

Les innovations apportées à chaque nouveau porte-avions sont automatiquement répercutées sur les navires précédents. Ces remises à niveau (Planned Incremential Availability en anglais) peuvent prendre de quelques mois à un an suivant leur importance et peuvent être opérées dans n'importe quel chantier naval agréé. De nombreux bâtiments sont remis à niveau au chantier Puget Sound Naval Shipyard, ou directement au chantier de leur port d'attache.
En contraste avec ces « petites » innovations, chaque porte-avions doit, arrivé à sa date de demi-vie (soit 25 ans, la période de service étant de 50 ans), subir une lourde remise à niveau (RCOH, Refueling and Complex Overhaul en anglais). Cette remise à niveau immobilise le bâtiment dans le chantier de Newport News, pour une durée pouvant atteindre quatre ans. Durant cette remise à niveau, le combustible nucléaire est renouvelé, la structure de l'îlot et celle de la coque sont partiellement modifiées, les systèmes de catapultage et les systèmes d'armes sont révisés et remplacés si nécessaire, les hélices de propulsion sont remplacées et les dortoirs sont réaménagés. Tout élément défectueux ou obsolète est automatiquement remplacé. Une telle opération coûte près de deux milliards de dollars. Depuis fin 2005, le Carl Vinson est le troisième porte-avions à avoir subi un RCOH. Celui-ci est le premier navire à accueillir un centre de commandement de drones terminé le 13 avril 2016, les autres porte-avions en seront équipés d'ici 2022.

### Exploitation

#### Service

Progression de la suprématie des navires Nimitz.

En parallèle à l'entrée en service des bâtiments Nimitz en 1975, les bâtiments de la classe Essex furent progressivement retirés de la flotte. En 1976 subsistaient encore les trois navires de la classe Midway, les quatre Forrestal, les quatre Kitty Hawk et l'USS Enterprise. L'Eisenhower a remplacé l'USS Franklin D. Roosevelt en 1977 (de la classe Midway). En 1982, la flotte totalisait 14 porte-avions géants grâce à l'arrivée du Vinson, et en totalisait 15 en 1986 avec le Roosevelt.
Dans les années 1990, les deux derniers Midway, les quatre Forrestal et un Kitty Hawk furent retirés du service, mais seulement quatre Nimitz sont apparus, ce qui fit chuter le nombre de porte-avions géants actifs à 12. Il ne restait plus que les trois derniers bâtiments de la classe Kitty Hawk ; l'USS Constellation fut remplacé en 2003 par le Reagan, mais le départ prématuré de l'USS John F. Kennedy en 2007 n'a pas pu être comblé. Le dernier, l'USS Kitty Hawk, fut remplacé en 2009 par le Bush, ce qui ramène le nombre de porte-avions géants à 11.
Dans un futur proche, la classe Gerald R. Ford viendra compléter la flotte de porte-avions géants. La première unité, l'USS Gerald R. Ford, viendra remplacer l'USS Enterprise en 2016. Deux unités supplémentaires sont prévues, et devraient entrer en service actif à l'horizon 2020. Peu après, en 2025, c'est l'USS Nimitz qui arrivera en fin de vie, après 50 années de service. Toutefois, il n'y a pas de porte-avions prévus pour remplacer les premiers bâtiments de la classe Nimitz après 2025. Une option envisagée par la Navy est de réduire le nombre de porte-avions géants à neuf ou dix unités.

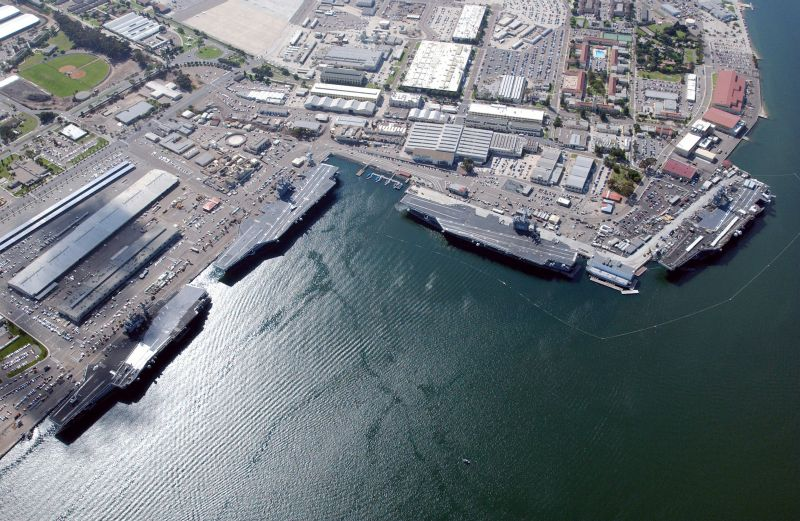
Station navale de San Diego, l'un des principaux ports d'attache pour porte-avions, en 2002. Il est rare de voir trois porte-avions Nimitz regroupés au même endroit. De gauche à droite : (classe Kitty Hawk), Carl Vinson, Nimitz et John C. Stennis.

#### Déploiements et missions
Les porte-avions sont régulièrement envoyés en opération pour une durée excédant rarement six mois, au-delà desquels ils sont relayés. Ils doivent, à côté de cela, participer à de nombreux tests de qualification, de manœuvres et d'exercices. Ces exercices sont souvent réalisés en coopération avec les armées d'autres nations, afin d'améliorer l'interopérabilité entre alliés (le Rim of the Pacific Exercise en est le meilleur exemple).
Enfin, une partie non négligeable de leur période de service actif est passée dans des chantiers navals pour y subir des réparations ou des remises à niveau.
Lorsqu'ils ne sont pas en service, les Nimitz doivent être stationnés, soit dans un chantier, soit à leur port d'attache. Ils y sont gardés par différents corps militaires, afin de prévenir toute menace de nature terrestre, aérienne ou sous-marine.

#### Coût
La construction d'un navire Nimitz coûte quatre milliards de dollars américains en 1997, auxquels s'ajoutent deux milliards pour le RCOH. Les travaux de maintenance et d'entretien, ainsi que le coût d'utilisation, s'élèvent à 14 milliards de dollars. Le démantèlement coûte 900 millions de dollars, principalement à cause du retraitement du combustible usagé et de la destruction des moteurs atomiques contaminés. Le coût total est donc de 22 milliards de dollars par navire, pour une durée de vie de 50 ans. À titre de comparaison, un porte-avions géant à propulsion classique revient à 14 milliards de dollars.
Le coût d'utilisation d'un navire Nimitz reste élevé, et est en partie dû à son activité en mer (exercices, croisières, batailles, etc.). Un navire à quai consomme 250 000 dollars par jour, tandis qu'il consomme 2,5 millions de dollars par jour passé en mer, soit dix fois plus. Ces chiffres ont été obtenus en rapportant les 22 milliards de dollars sur le nombre de mois qu'un navire passe en mer, durant toute sa période d'activité.
| Coût d'achat du navire                                  | 4 059  |
| Coût de modernisation à mi-vie                          | 2 382  |
| Coût d'investissement total                             | 6 441  |
| Coût d'exploitation et dépenses d'appui directs         | 11 677 |
| Coût d'exploitation et dépenses d'appui indirects       | 3 205  |
| Total des charges d'exploitation et de dépenses d'appui | 14 882 |
| Coût de désactivation                                   | 887    |
| Coût du stockage du combustible nucléaire               | 13     |
| Total du coût de désactivation ou d'élimination         | 899    |
| Total du coût du cycle de vie                           | 22 222 |

| Coût moyen annuel de l'investissement                                | 129 |
| Coût moyen annuel des charges d'exploitation et des dépenses d'appui | 298 |
| Coût moyen annuel de désactivation ou d'élimination                  | 18  |
| Coût moyen annuel du cycle de vie                                    | 444 |

#### Des navires multirôles
L'opération Eagle Claw est la première offensive à laquelle le Nimitz ait pris part, en avril 1980. La première victoire aérienne remportée par le Nimitz eut lieu en 1981, dans le golfe de Syrte, lorsque deux Soukhoï Su-22 ouvrirent le feu sur les F-14 Tomcat du Strike Fighter Squadron 41, qui les abattront en retour. Depuis lors, les navires de la classe Nimitz sont régulièrement employés pour résoudre les conflits du golfe Persique. Une première réussite dans l'opération Earnest Will en 1988, puis une démonstration de force durant la deuxième guerre du Golfe démontrèrent le rôle décisif des porte-avions Nimitz au cœur d'un conflit. Les Nimitz, de plus en plus nombreux, se sont rapidement démocratisés dans les conflits des années 1990. Ils furent massivement utilisés dans l'opération Southern Watch (1992-2003), chacun d'entre eux se relayant à tour de rôle pour assurer une présence aérienne permanente sur le 32e et le 33e parallèle nord de l'Irak. Ils se révèleront également d'une aide précieuse lors des conflits des années 2000 en Afghanistan et en Irak.
À côté de cela, les porte-avions Nimitz sont régulièrement envoyés manœuvrer à proximité de Taïwan. Lorsque les tensions entre Taïwan et la République populaire de Chine se ravivèrent en 1995, le Nimitz fut envoyé sur place pour traverser le détroit de Taïwan. Cette opération fut considérée comme une tentative d'intimidation par la République populaire de Chine. Le Nimitz se rendra ensuite dans le golfe Persique, mais sera à nouveau envoyé dans les eaux taïwanaises au bout de trois mois seulement (en mars 1995), pour assurer une présence de deux semaines à la suite des tirs de missiles chinois près de Taïwan. La République populaire de Chine fit une annonce au gouvernement américain, leur demandant de ne plus faire naviguer le moindre porte-avions dans les eaux taïwanaises. Mais en mars 2008, lors des élections présidentielles de Taïwan, la Navy enverra les deux porte-avions géants Nimitz et Kitty Hawk patrouiller dans la région.
Les porte-avions Nimitz ont également été utilisés pour soutenir des opérations d'aide humanitaire. En 1991, lors de l'éruption du volcan Pinatubo aux Philippines, l'USS Abraham Lincoln dévia sa route et participa à l'opération Fiery Vigil, en évacuant 4 300 personnels militaires des bases américaines proches du volcan. Après le tremblement de terre du 26 décembre 2004, l'Abraham Lincoln participa à l'effort humanitaire international en faisant route vers la côte la plus durement touchée, à l’est de Sumatra, pour y offrir son assistance (opération Unified Assistance). Lors du désastre de l'ouragan Katrina le 1er septembre 2005, le Harry S. Truman fut envoyé dans le golfe du Mexique pour porter secours aux victimes ; il servit de base aérienne mobile à une quarantaine d'hélicoptères, qui avaient pour mission de fournir des vivres et de l'eau potable aux populations touchées par l'ouragan.

## Caractéristiques techniques

### Structure

#### Architecture de la coque
À la ligne de flottaison, les Nimitz présentent une largeur de 40,8 mètres et une longueur de 317 mètres. À partir de la ligne de flottaison, les dimensions s'élargissent, et ils présentent un maître-bau de 76,8 mètres et une longueur hors-tout de 333 mètres. Le tirant d'eau est de 12,5 mètres. Avec un déplacement de 88 000 tonnes, ils sont les navires militaires les plus lourds au monde. L'îlot se trouve à un tiers de la longueur du navire en partant de la poupe, à tribord. La coque et la superstructure sont entièrement faites d'acier. Les œuvres vives étant soumises au danger d'une attaque par torpille, la partie immergée du navire possède une double coque, faite de deux enveloppes d'acier séparées par un espace vide, afin de mieux absorber la surpression en cas d'explosion. La partie supérieure de la coque est faite d'une seule enveloppe en acier, du HSLA-100 (High-strength low-alloy steel, acier à haute résistance, faiblement allié) à partir du CVN-74, renforcée par du kevlar.
Sur la dernière unité, le George H. W. Bush, les coins anguleux ont été arrondis, de façon à le rendre plus furtif (diminution de la surface équivalente radar). Sur le Reagan et le Bush, un bulbe d'étrave a été ajouté pour réduire la résistance hydrodynamique de l'eau.
Les deux moteurs atomiques sont installés au fond du navire, avec les machines, les équipements, les munitions et le carburant. Tous ces éléments sont donc à l'abri d'une éventuelle attaque par missile antinavire, et ils contribuent à déplacer le centre de gravité en dessous du centre géométrique, ce qui augmente la stabilité du navire.
Sur les porte-avions, la dénomination des ponts suit une règle spéciale : les ponts sont comptés à rebours, depuis la salle des machines jusqu'au hangar. En partant du bas :
- Salle des machines : moteurs atomiques (deux moteurs A4W).
- Pont no 4 : machines auxiliaires (quatre moteurs Diesel de secours).
- Pont no 3 : autres machines, cuisines, salle de détente, centre médical.
- Pont no 2 : ateliers, bureaux, cantine.
- Pont no 1 : hangar principal (qui prend la moitié de l'espace à lui seul), quelques ateliers, locaux pour le ravitaillement en carburant.

Au-dessus du hangar, les ponts sont numérotés dans l'ordre :
- Pont 01 : entrepôts, ateliers.
- Pont 02 : dortoirs des officiers.
- Pont « galerie » 03 : dortoirs et salles de réunion du personnel aérien, un entrepôt, des ateliers, le NTDS et les stations de communication.

Les dortoirs des matelots sont répartis dans tout le navire. La ligne de flottaison se trouve entre le 2e et le 3e pont.
Le navire est capable d'emmagasiner plus de 11 millions de litres de kérosène (8 500 tonnes). Les citernes de carburant sont réparties dans tout le navire, et un réseau de pompes permet de répartir le carburant dans les différentes citernes, afin d'équilibrer les charges. En cas de mission prolongée, le groupe aéronaval peut faire appel aux services d'un navire ravitailleur.

#### Pont d'envol et hangar

Animation du système de catapultage, qui montre l'avantage d'utiliser deux pistes distinctes. Dans l'ordre : catapultage d'un avion, appontage raté, catapultage d'un second avion, appontage réussi.

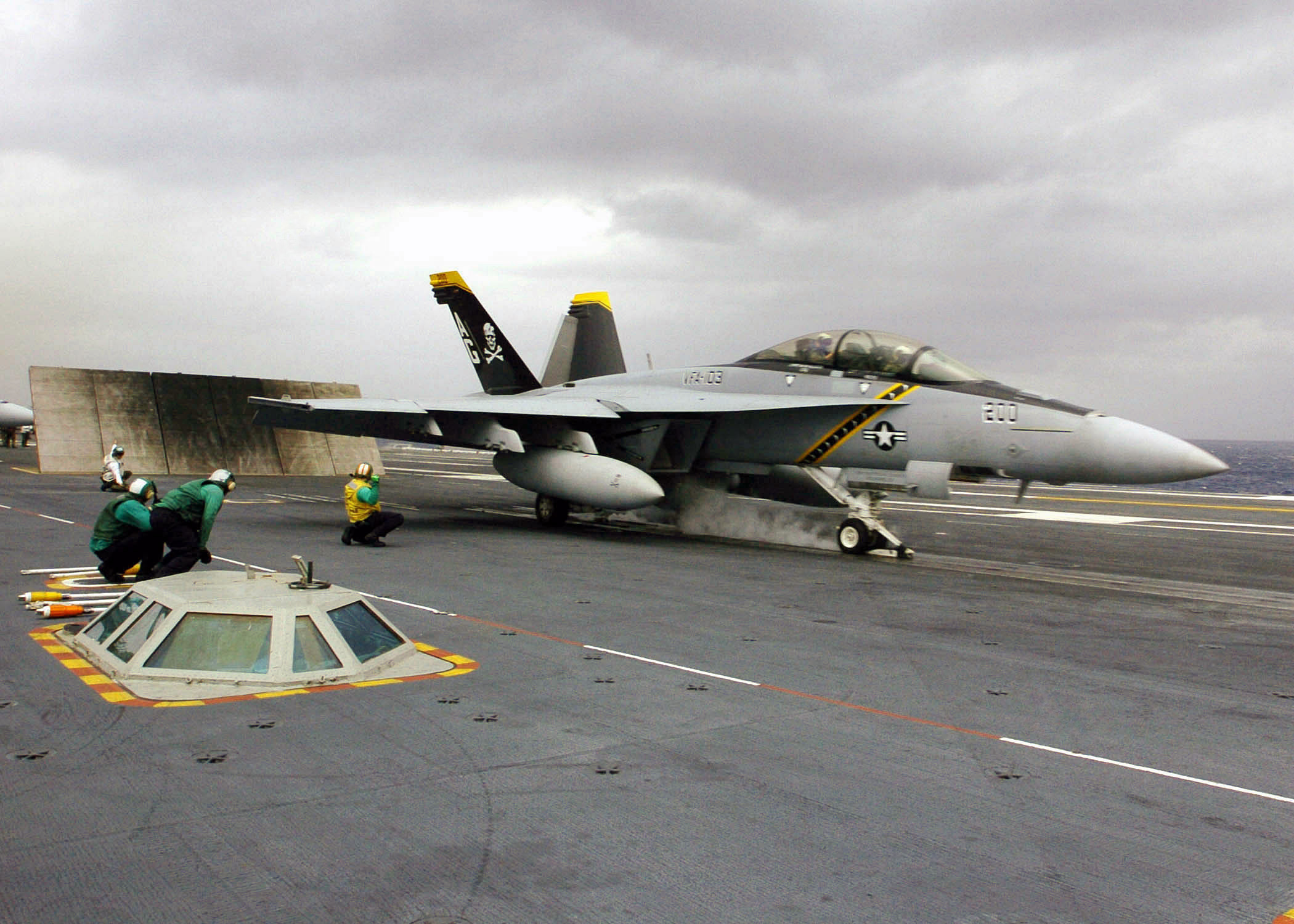
Un F/A-18 en cours de catapultage. On observe le panneau déflecteur de jet et la capsule rétractable.

Le pont d'envol est long de 333 mètres et large de 76,8 mètres à son point de plus grande envergure. La surface totale est de 18 000 mètres carrés (1,8 hectare). La piste d'envol et la piste d'appontage sont écartées d'un angle de 9°3'. De cette manière, les avions peuvent décoller depuis l'avant du navire, pendant que ceux en vol peuvent apponter sur l'autre piste, sans aucun danger de collision en cas de dysfonctionnement des brins d'arrêt.
Chaque porte-avions possède quatre catapultes à vapeur C-13 de 94,50 m (mod. 1 du CVN-68 au 72, mod. 2 depuis le CVN-73) ayant la capacité de catapulter un avion toutes les trente à quarante-cinq secondes : deux en fin de piste et deux sur la pointe extrême. Les catapultes sont numérotées de 1 à 4 à partir de tribord. Elles sont mises à feu à partir de deux stations de contrôle rétractables en forme de capsules, encastrées dans le pont d'envol et au plus près des catapultes (Integrated Catapult Control Stations). Cette innovation a été utilisée pour la première fois sur les Nimitz, avant de se généraliser sur les autres porte-avions. Il reste néanmoins possible d'utiliser l'ancien système de contrôle de mise à feu. Le navire est capable de catapulter quatre avions à la minute.
La piste d'appontage est équipée de quatre brins d'arrêt (trois sur le Reagan et le Bush qui sont respectivement à 55 m, 67 m et 80 m de la poupe), que le pilote doit accrocher à l'aide de la crosse d'appontage de son appareil. La piste en elle-même fait 237,70 mètres de long, et le pilote dispose de 150 mètres pour s'arrêter après avoir accroché le dernier brin d'arrêt. Afin d'être facilement identifié depuis un aéronef, le numéro du navire est peint sur l'extrémité du pont d'envol.
Pendant les opérations de décollage et d'appontage, jusqu'à 450 membres d'équipage peuvent évoluer sur le pont d'envol. Ces personnes portent une veste arborant un code couleur, afin de déterminer rapidement l'équipe à laquelle ils appartiennent. Il existe sept formations différentes, :
- Jaune : déplacements des avions ;
- Bleu : accrochage des avions au sol, transport de matériel, ascenseurs ;
- Brun : apprêt des avions pour le décollage ;
- Rouge : munitions, brigades d'intervention et de sauvetage ;
- Violet : ravitaillement kérosène ;
- Vert : techniciens affectés aux catapultes et aux brins d'arrêt ;
- Blanc : sécurité, surveillance de l'équipage et du matériel.

Le hangar a une longueur de 208 mètres, une largeur de 33 mètres, une superficie de 7 000 m2 et une hauteur de 7,6 mètres. Il peut être partitionné en quatre compartiments, à l'aide de trois cloisons montées sur rail, afin de contenir un incendie par exemple. Le hangar contient les avions, un atelier de réparations et le cabestan, qui permet de monter ou descendre les deux ancres de 30 tonnes, à l'aide de deux chaînes de 330 mètres de long et de 140 tonnes chacune. Il peut contenir jusqu'à 50-60 avions (suivant leur taille), ce qui signifie que les avions supplémentaires doivent être garés sur le pont. Les avions sont desservis à l'aide de quatre ascenseurs, qui restent ouverts le jour pour éclairer le hangar de lumière naturelle — ils sont fermés la nuit, et le jour en cas de pluie ou de vents forts. Trois d'entre eux se trouvent à tribord, de part et d'autre de l'îlot, tandis que le quatrième se trouve à bâbord. Ils sont faits d'aluminium, afin d'en réduire le poids et d'augmenter la charge utile transportable, et sont capables de déplacer 50 tonnes de charges en huit secondes.

#### Îlot

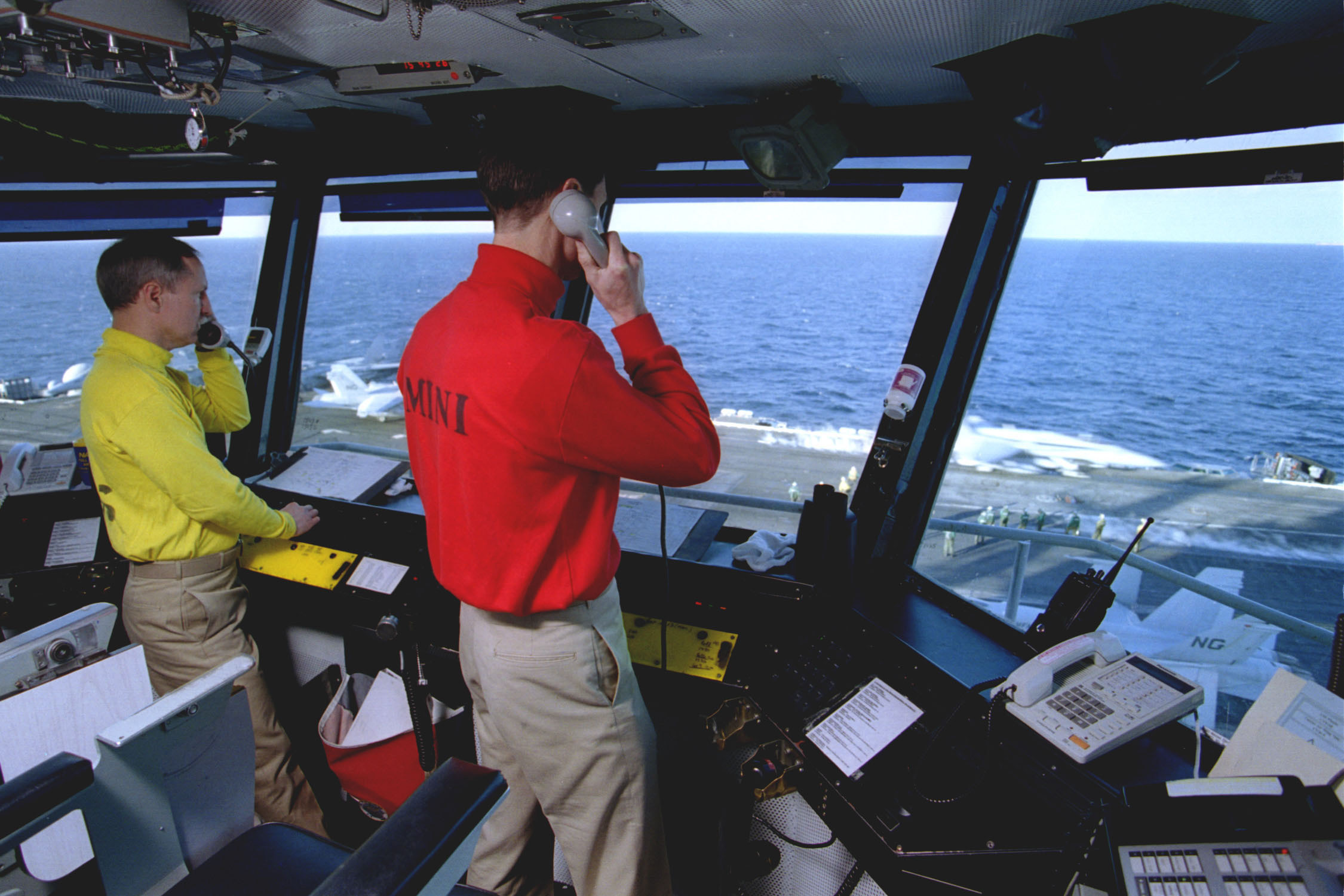
Station de contrôle aérien, occupé par len et son adjoint, le en.

L'îlot est la seule structure qui surpasse du pont. Il s'agit d'un élément primordial, qui sert de centre de contrôle aérien et de soutien pour une forêt d'antennes et de radars ; la majorité des composants électroniques de bord se trouvent d'ailleurs installés à l'intérieur de l'îlot. Sa hauteur est assez importante ; le navire avoisine les 23 étages depuis la ligne de flottaison jusqu'au sommet du mât de l'îlot. Le numéro du navire est peint des deux côtés de l'îlot et les deux marques peuvent être illuminées la nuit.
À l'intérieur de l'îlot, les niveaux sont comptés de bas en haut :
- Pont 08 : étage de l'amiral (commandant du groupe aéronaval) et du chef d'escadre.
- Pont 09 : étage du commandant du navire, passerelle, avec la table à cartes et la barre.
- Pont 10 : station de contrôle aérien, située à une hauteur qui offre un panorama optimal du pont d'envol. On y coordonne les catapultages et les appontages. Ce niveau est surnommé « le nid de vautours », car la terrasse permet à ses occupants de surveiller tout ce qui se trouve sur le pont d'envol.

### Aviation embarquée

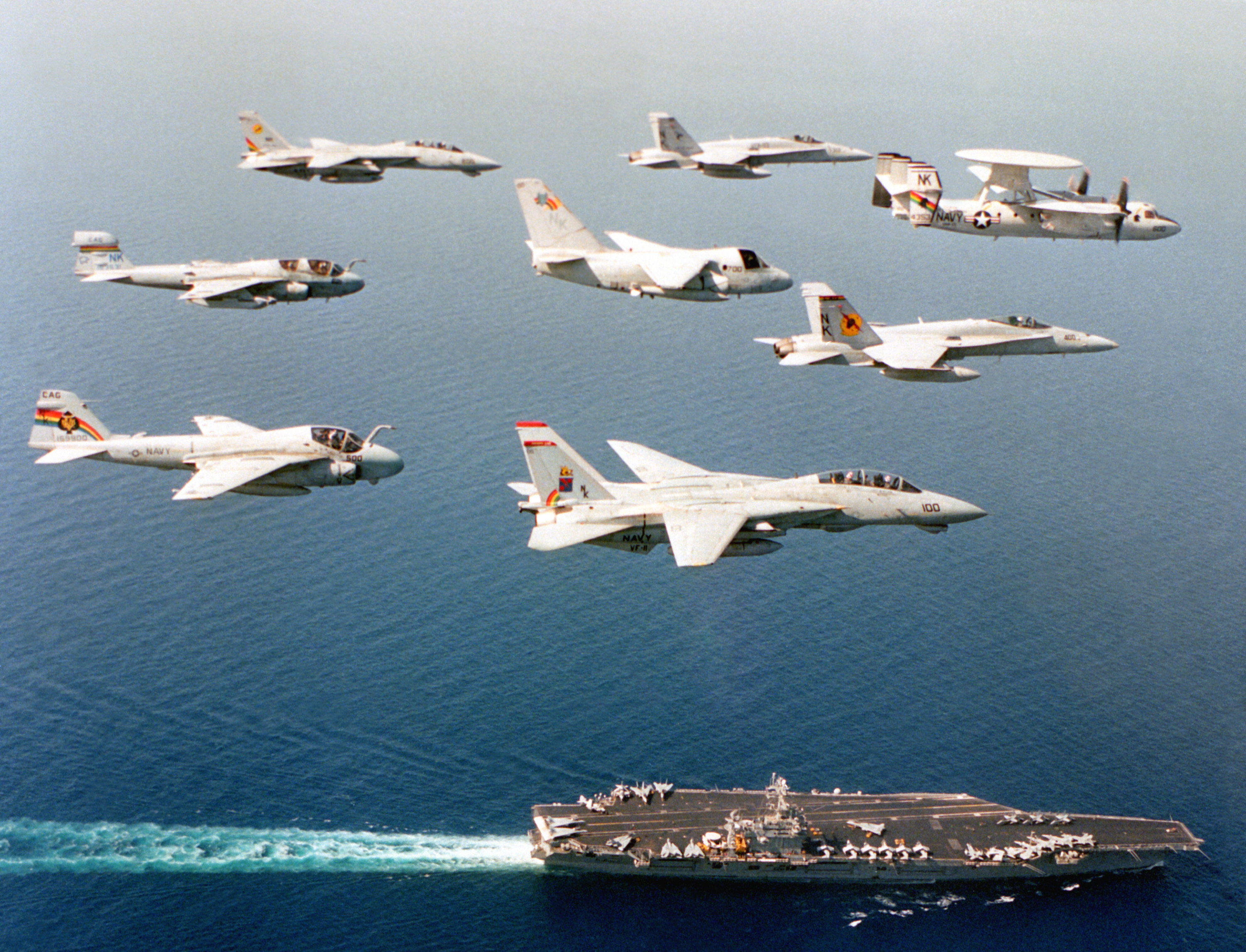
Un panel représentatif des avions du CVW-14 de l' en 1994. Un E-2 Hawkeye en tête de formation, suivi de deux F/A-18C Hornet, un EA-6B Prowler, un S-3 A Viking, un A-6E Intruder, et de deux F-14 A Tomcat. À la fin des années 2000, à part le E-2, tous ces avions seront remplacés par des variantes du Hornet.

Chaque porte-avions peut emporter 85 à 90 avions et aéronefs. Le plus souvent, il n'en emporte dans les années 2000/2010 que de 60 à 72. Ces avions sont regroupés en escadron spécialisé, qui forment une escadre aérienne embarquée (Carrier Air Wing (abrégé CVW)). Le navire transporte 13 250 m3 de carburant aviation assurant une autonomie de 16 jours d'activité à l'aviation embarquée. Son groupe aérien peut effectuer 125 sorties par jour (200 en cas d'urgence) et dispose d'un arsenal à bord d'environ 4 000 bombes. Le nombre de sorties décroît avec le temps et la fatigue des avions et des équipages.
Le CVW de l'USS George H. W. Bush en essais devraient être, selon les prévisions de 2005, de 45 F/A-18 C/E/F, 6 EA-6B, 6 E-2C, 6 SH-60F/H soit 63 appareils, contre 71 pour l'USS Ronald Reagan en 2005.
Quatre escadrons (48 avions, soit la moitié du CVW) sont exclusivement composés d'avions McDonnell Douglas F/A-18 Hornet (dont les premiers exemplaires sont entrés en service en 1983) et Super-Hornet. Ce nombre est voué à augmenter dans un proche futur. Depuis 2009, les Lockheed S-3 Viking sont supprimés, et leur rôle de lutte anti-sous-marine est aujourd'hui assuré par des hélicoptères et des navires spécialisés. Le gain de place à bord est mis à profit pour intégrer d'autre F/A-18E Super Hornet ; une version agrandie de 30 % pouvant effectuer le rôle d'avions ravitailleurs est entrée en service en 1999. Simultanément, les EA-6B Prowler (guerre électronique) sont remplacés depuis 2009 par les EA-18G Growler, une des versions du F/A-18 Super-Hornet. Une fois cette transition terminée, il y aura environ 60 avions F/A-18 Hornet et Super-Hornet à bord de chaque navire, constituant l'ensemble de l'aviation de combat. Toutefois, à partir de 2018, les F/A-18 Hornet seront probablement secondés par des Lockheed Martin F-35 Lightning II. Une dizaine de drones de ravitaillement en vol et de surveillance sont prévus dans les années 2020 (à la fin des années 2000, on prévoyait des drones de combat dans le cadre du Unmanned Carrier-Launched Airborne Surveillance and Strike mais le programme a changé en 2016).
Jusqu'en 2006, les F/A-18 Hornet étaient secondés par des F-14 Tomcat mis en service à partir de 1974, à raison d'au moins un escadron par navire. Auparavant, durant la guerre froide, se trouvaient à bord un escadron de Grumman A-6 Intruder et jusqu'à deux escadrons de Vought A-7 Corsair II (pour les bombardements légers).
Chaque porte-avions emporte un escadron de quatre AWACS E-2C Hawkeye et jusqu'à 10 hélicoptères anti-sous-marins SH-60F SeaHawk (ou HH-60H Seahawk). Ils servent également aux opérations Combat Search and Rescue, et peuvent être mis à disposition pour accélérer les opérations de transport de personnel entre navires, si nécessaire. Ces opérations de transport sont normalement effectuées par les avions C-2 Greyhound de l'escadron de soutien logistique (transport d'hommes, de vivres, de matériel).

### Propulsion

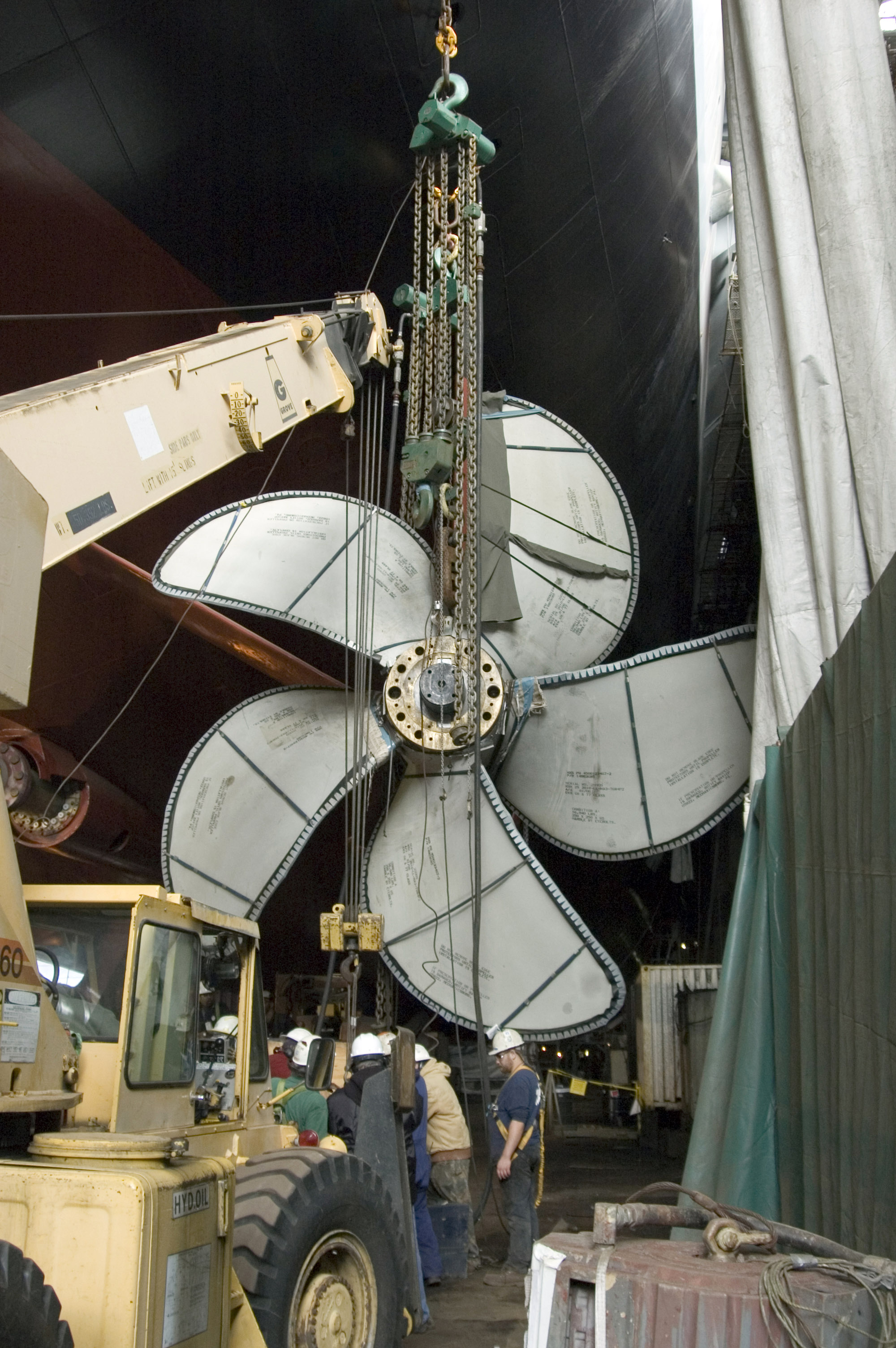
Installation d'une nouvelle hélice de propulsion sur le Carl Vinson (2007). Le navire possède quatre hélices de 7.6 mètres de diamètre et de 30 tonnes chacune.

Chaque porte-avions possède deux réacteurs à eau pressurisée de modèle A4W, d'une puissance de 100 mégawatts chacun. Il s'agit d'un acronyme utilisé par la Navy pour désigner les moteurs nucléaires. La première lettre désigne le type de navire que le générateur alimente, la dernière lettre désigne le fabricant, tandis que le chiffre du milieu désigne la version du moteur. Ici, le « A » désigne un porte-avions, le « W » désigne le fabricant Westinghouse, et le chiffre indique qu'il s'agit d'un moteur de 4e génération.
Les deux réacteurs alimentent quatre turbines à vapeur de General Electric, qui entraînent les hélices par l'intermédiaire de quatre arbres de transmission. Les moteurs sont séparés les uns des autres, et au milieu se trouvent les réservoirs de kérosène et les dépôts de munitions. Les deux réacteurs sont surveillés en permanence par des équipes de marines, qui patrouillent jour et nuit. Si les moteurs atomiques devaient tomber en panne en mer, quatre générateurs d'urgence Not-Diesel-Aggregate de 8 MW sont là pour fournir l'énergie nécessaire à les remettre en route.
Chaque navire possède quatre hélices en bronze à cinq pales, d'un diamètre de 7,6 mètres et pesant 30 tonnes l'unité. Le navire est dirigé par deux gouvernails, d'une hauteur de 8,9 mètres et d'une longueur de 6,7 mètres. Ils pèsent 27,2 tonnes chacun. Exception pour le George Washington, qui possède des hélices en laiton de 6,7 mètres de diamètre.
Les moteurs délivrent à eux deux une puissance totale de 260 000 chevaux (194 MW). La vitesse maximale est une donnée tenue secrète ; la Navy s'est contentée de déclarer que les navires étaient capables d'atteindre une vitesse de 30 nœuds (soit un peu plus de 56 km/h).
Chaque turbine à vapeur entraîne deux génératrices de 8 MW chacune. Ces génératrices produisent l'énergie nécessaire à l'alimentation des diverses installations électriques et des équipements de bord. La production électrique totale (64 MW) correspond à l'énergie consommée par une ville de 100 000 habitants.
Chaque porte-avions possède quatre unités de distillation d'eau de mer, capables de produire ensemble 1 500 mètres cubes d'eau potable, chaque jour. Cette eau est utilisée pour les systèmes de propulsion, les systèmes de catapultage et bien sûr, pour l'équipage.

### Armement

#### Systèmes de défense

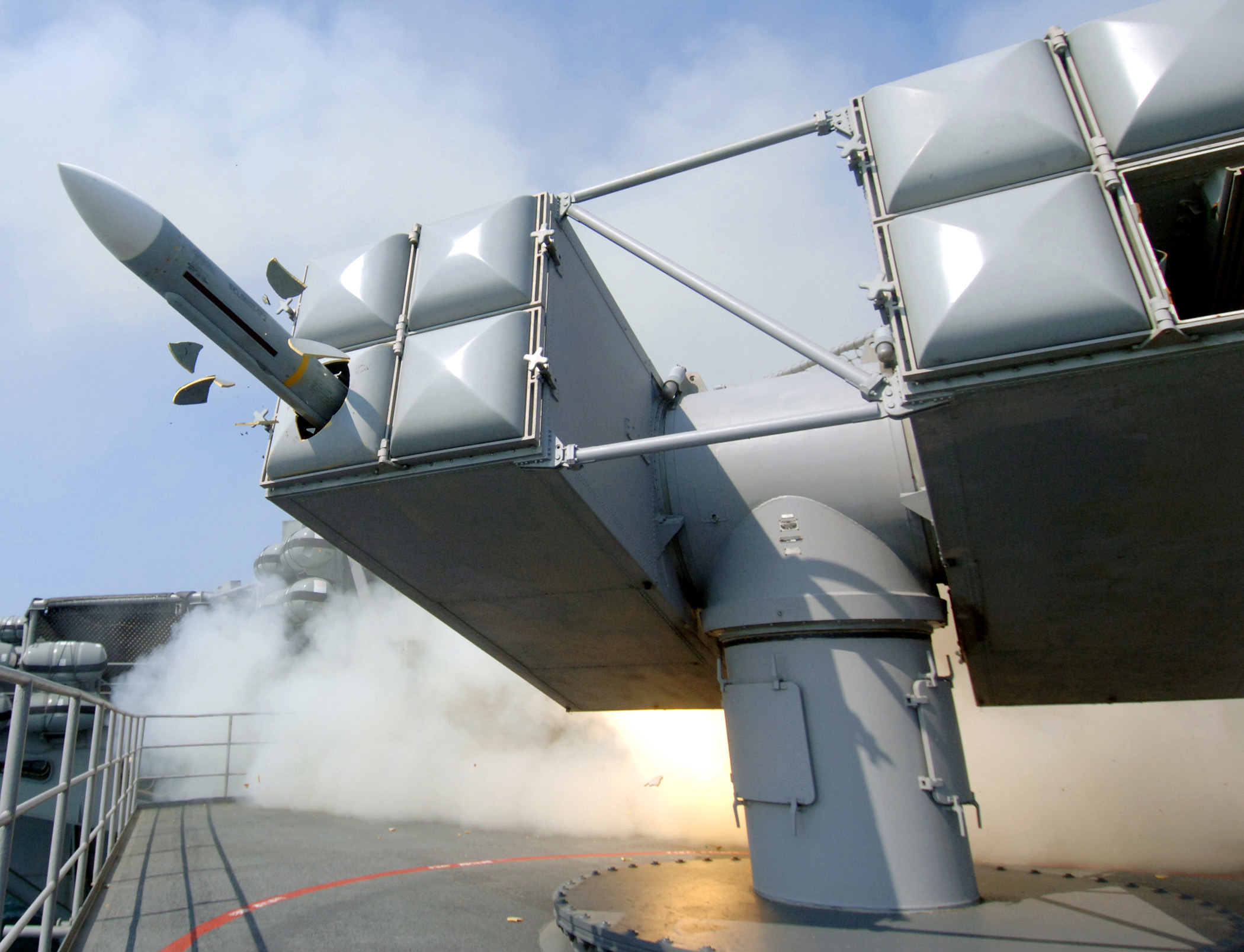
Lanceur RIM-7 Sea Sparrow en action.

Chaque Nimitz possède son propre arsenal de défense de proximité. Son rôle est purement défensif ; l'intégration d'équipements offensifs aurait été inutile, puisque cette fonction est déjà remplie par les escadrons.
Les deux premiers Nimitz possédaient trois plates-formes : deux à la poupe et une à la proue côté tribord, sur lesquelles furent installés les systèmes de défense. Toutes les unités suivantes furent équipées d'une quatrième plate-forme côté bâbord, ainsi que sur les deux premiers navires, lors d'une remise à niveau. Chaque navire était équipé de trois batteries de huit missiles surface-air RIM-7 Sea Sparrow et de quatre Phalanx CIWS (trois à l'origine, sur les deux premiers navires). Les deux plates-formes arrière et la plate-forme avant tribord étaient équipées chacune d'une batterie de missiles et d'un CIWS, alors que la plate-forme avant bâbord était uniquement équipée d'un CIWS.
Dans les années 2000, un plan de révision des systèmes de défense a été intégré dans les programmes de modernisation. Le Phalanx avant bâbord a déjà été retiré et les trois RIM-7 Sea Sparrow, aujourd'hui devenus obsolètes, seront progressivement remplacés par une version améliorée, le RIM-162 Evolved Sea Sparrow Missiles (le Stennis est le premier à les avoir reçus, en 2008). Deux batteries de 21 missiles RIM-116 Rolling Airframe Missiles ont d'ores et déjà été installées sur la plupart des navires, à la place du Phalanx et d'une des trois batteries RIM-7 Sea Sparrow. Lorsque ces modifications seront terminées, chaque navire possèdera deux lanceurs RIM-116 Rolling Airframe Missiles de 21 missiles (avant bâbord et arrière tribord) et deux lanceurs RIM-162 Evolved Sea Sparrow Missile de 12 missiles (avant tribord et arrière bâbord), ainsi que trois Phalanx CIWS. Des mitrailleuses lourdes Browning M2 sont également au programme, afin d'assurer la protection contre les navires rapides.
.

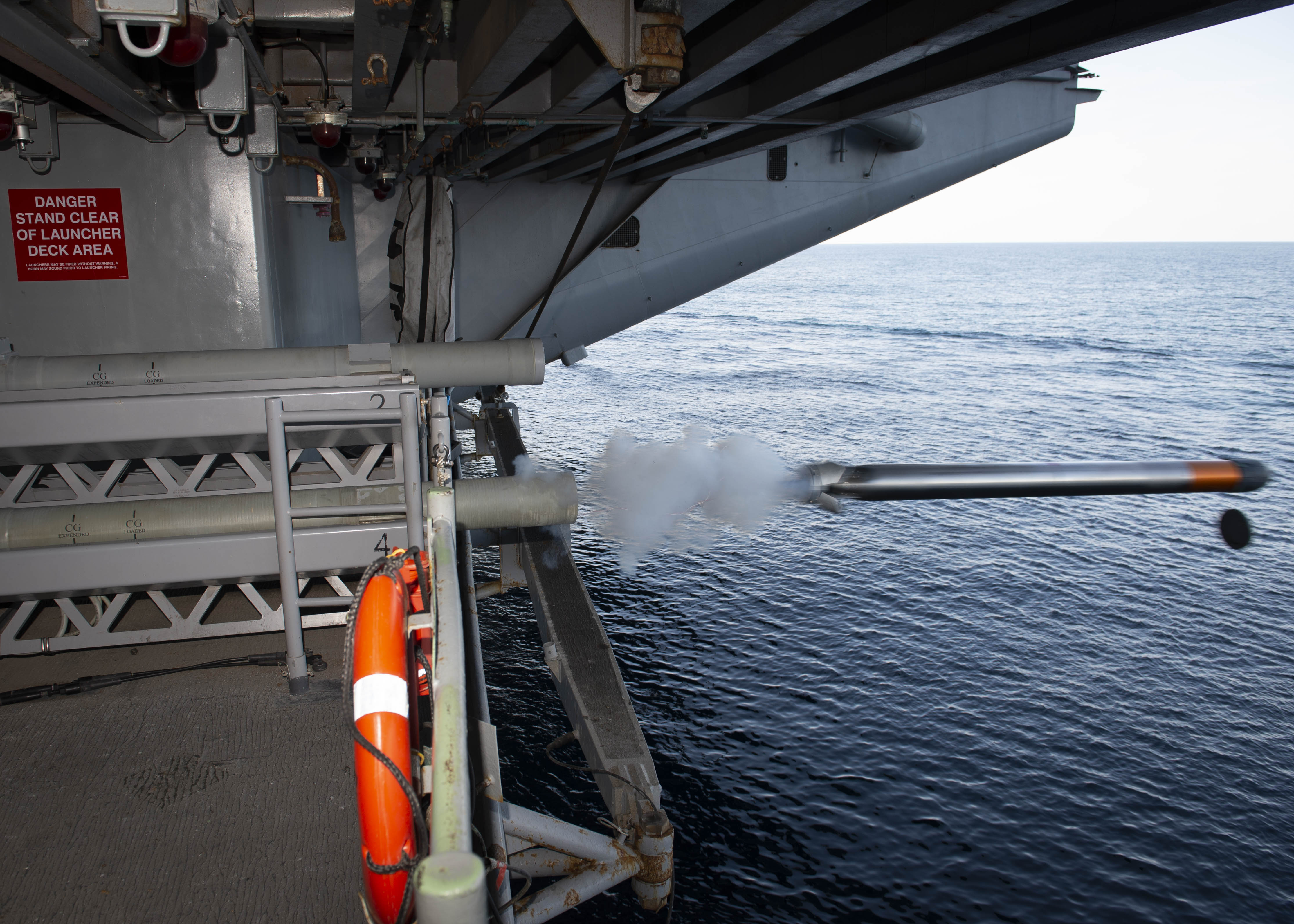
Tir d'une torpille antitorpille par le USS Dwight D. Eisenhower (CVN-69) le 11 août 2019

Un système de défense actif anti-torpilles élaboré par le Pennsylvania State University Applied Research Laboratory (en) et les laboratoires de la marine a été installé sur des porte-avions depuis 2013, le Surface Ship Torpedo Defense. Il comprend un sonar remorqué (Torpedo Warning System), une mise en relation avec le système d’information de combat du navire et des contremesures anti-torpille, comprenant des leurres et une mini-torpille Countermeasure Anti-Torpedo (CAT) de 17,145 cm de diamètre capable d’une interception directe de la torpille assaillante. La mini-torpille est installée dans des conteneurs de six placés tout autour du navire à protéger. Elle réalise soit une interception directe soit elle porte un leurre destiné à attirer la torpille assaillante loin de sa cible. En octobre 2016, il est en phase d'essai et cinq porte-avions en sont équipés dont les USS Nimitz (CVN-68), USS Dwight D. Eisenhower (CVN-69), USS Theodore Roosevelt (CVN-71) et USS George H. W. Bush (CVN-77) qui a été le premier à l’être,. Début 2019, à la suite d'essais peu concluants, il est annoncé qu'ils seraient retirés d'ici 2023.

#### Munitions
Afin d'approvisionner les avions et les systèmes de défense, chaque navire peut compter sur une importante réserve de bombes et de munitions (environ 4 000 bombes pour l'aviation, par exemple), stockées dans 44 entrepôts. Ces derniers sont répartis dans tout le navire (sous le hangar), et ils acheminent les munitions vers le hangar et le pont d'envol à l'aide d'ascenseurs spéciaux, spécifiquement conçus pour le transport de matériel explosif. En cas d'incendie ou d'explosion, ils empêchent un retour de flammes dans les entrepôts.
Les bombes sont assemblées et préparées dans les entrepôts, mais elles ne sont armées qu'au dernier moment, sur le pont d'envol, lors de l'accrochage sous les ailes des avions.

### Électronique de bord

#### Capteurs et contremesures
Radars AN/SPS-48E 3-D, AN/SPS-49(V)5 2-D, AN/SPQ-9B, 2 × AN/SPN-46, AN/SPN-43B, AN/SPN-44, 4 × Mk 91 NSSM systèmes de guidage, 4 × Mk 95, suite de contre-mesures SLQ-32 A(V)4 et leurre acoustique anti-torpilles tractables SLQ-25 A Nixie.
Il est prévu que les radars principaux sont remplacés par un AN/SPY-6(V)3 dans les années 2020.

### Capacité de résistance face à une attaque
Une étude de la République populaire de Chine parue en octobre 2002 estime que pour couler un Nimitz, il faut :
- Soit 5 à 12 torpilles de 300 kg de charge explosive ;
- Soit 6 à 34 bombes de 400 kg de charge explosive ;
- Soit 5 à 28 missiles antinavires de 300 kg de charge explosive.

Pour lui faire perdre sa capacité de combat, entre deux et cinq munitions suffisent.

## Équipage

### La vie à bord

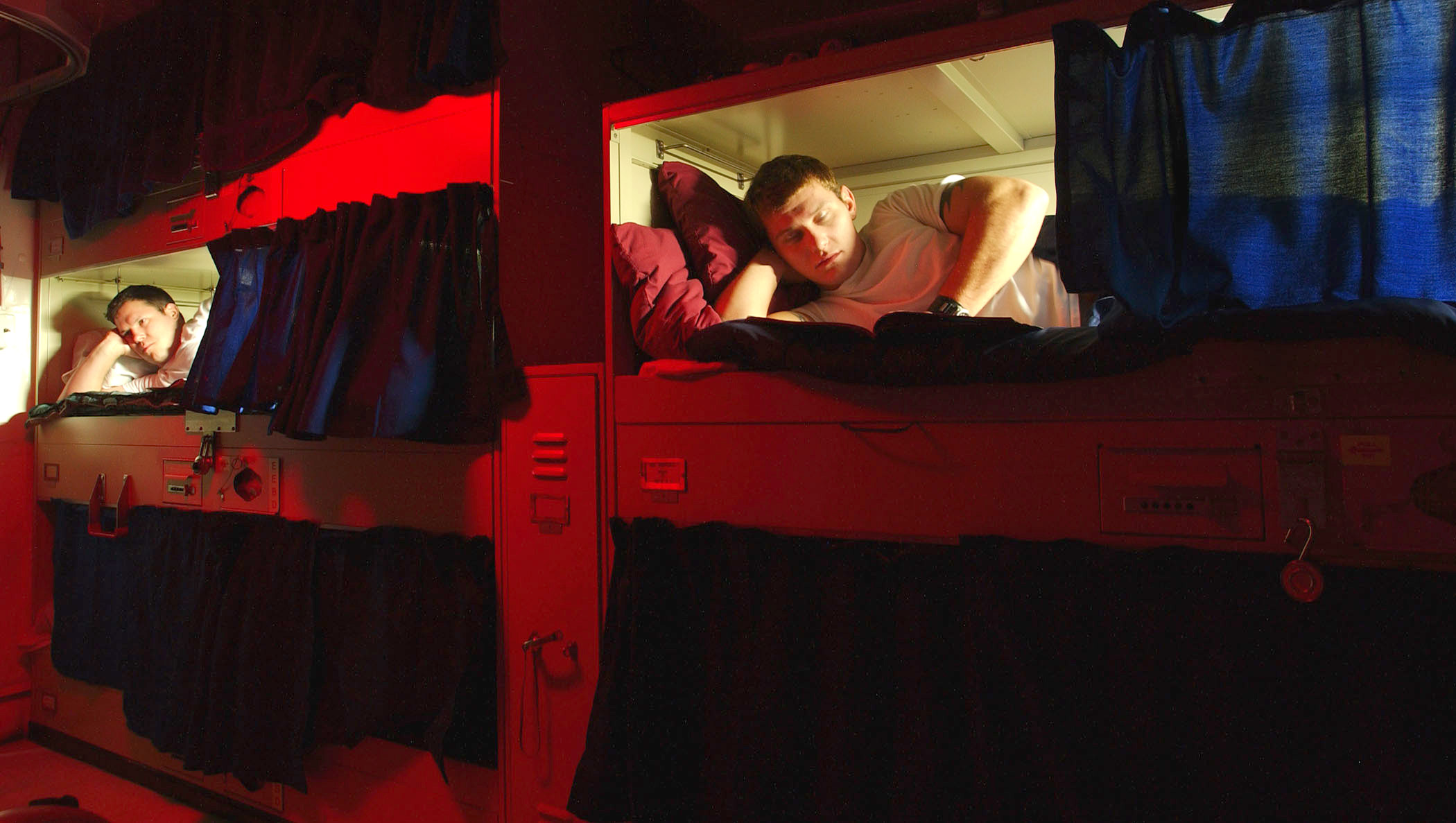
Les couchettes sont superposées par trois. Les effets personnels sont rangés dans les tiroirs sous les couchettes, dans les armoires murales et dans les casiers des couloirs.

La force d'un porte-avions Nimitz est incarnée par son équipage et son groupe aérien : 157 officiers et 3 050 marins pour l'équipage, et environ 2 480 personnels d'aviation (ce nombre varie en fonction de la composition du CVW). Le tableau de service est variable d'un navire à l'autre, et l'équipage total oscille entre 5 000 et 6 300 personnes. Les porte-avions de ce type vont bénéficier du programme Smart Ship (« navire intelligent »), qui a pour objectif d'accentuer l'automatisation du navire, afin de réduire le personnel à un plafond de 5 500 hommes.
Les dortoirs sont répartis dans tout le navire, et les différents gradés dorment séparément. Les dortoirs des membres du groupe aérien sont situés juste en dessous du pont d'envol, car celui-ci est très bruyant : départ des avions, catapultages incessants, accrochage des avions dans les brins d'arrêt, etc. Cela ne constitue pas une gêne pour les membres de l'équipe aérienne, puisqu'elle est mobilisée dans son intégralité sur le pont d'envol lors de ces opérations.
La majeure partie des dortoirs de l'équipage marin se trouve sous le hangar. Les marins dorment dans des cabines (une cabine = trois lits superposés), et un dortoir contient en moyenne 60 cabines. Contrairement aux navires plus petits, et en particulier aux sous-marins, les porte-avions sont suffisamment spacieux pour ne pas avoir besoin de recourir au système de la « banette chaude ». Chaque dortoir est équipé d'une salle de bains commune et d'un séjour. Chaque membre d'équipage possède une armoire personnelle. L'amiral de la flotte et ses subordonnés dorment et travaillent sur le Pont 03, en dessous du pont d'envol ; leurs bureaux et dortoirs sont les espaces les plus luxueux à bord. Sur le même pont, en direction de la proue, se trouvent les dortoirs des officiers marins (constitués de cabines à deux lits superposés). Les marins qui travaillent à l'intérieur du navire n'ont pas souvent l'occasion de percevoir la lumière naturelle ; pour des raisons d'architecture, la coque ne possède pas de hublots. L'accès au hangar, au pont d'envol et à l'îlot est très limité : il n'est possible d'y accéder que lors des exercices et des opérations d'offensive.

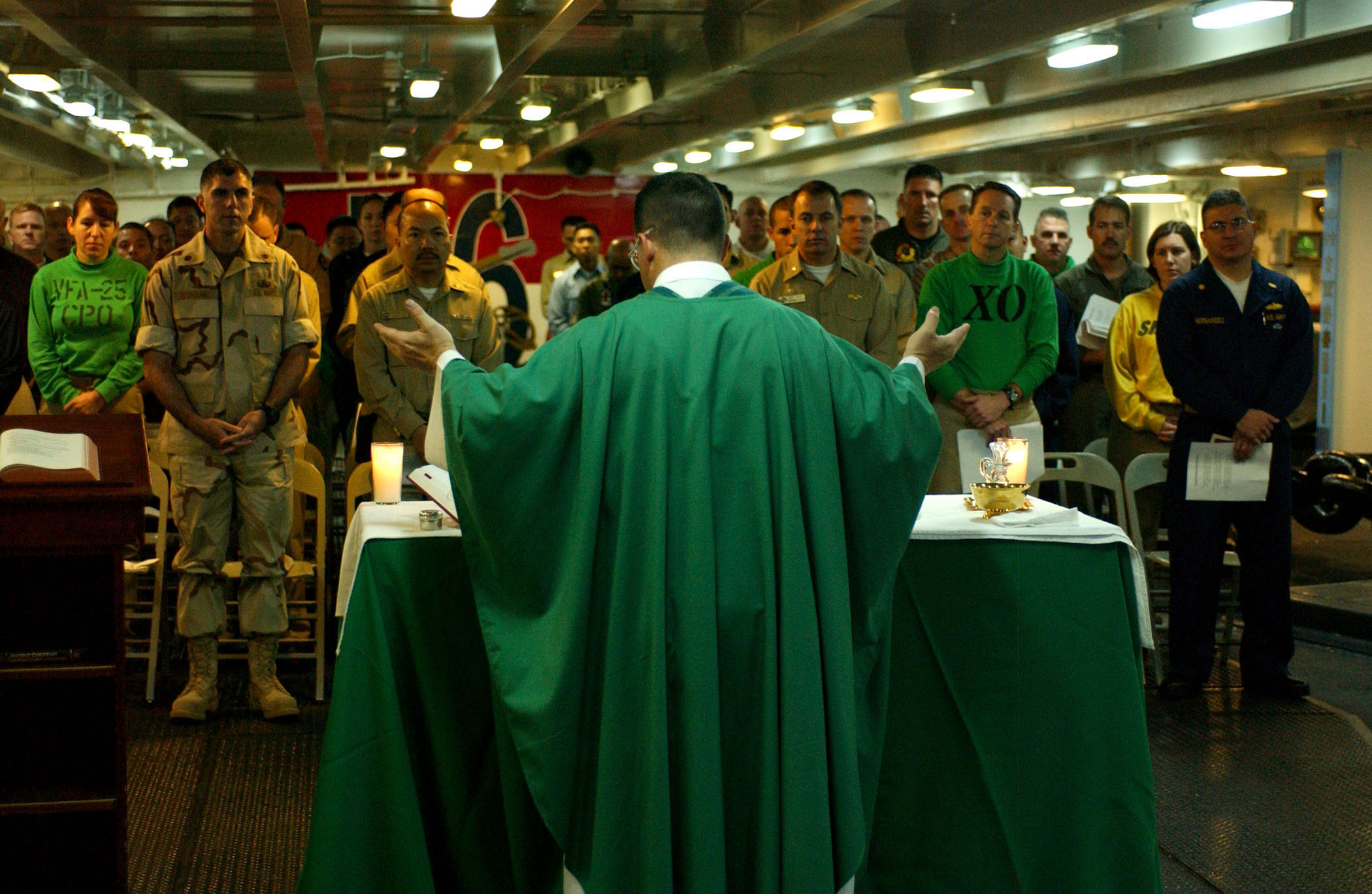
Célébration d'une messe, à bord du navire.

La cantine se trouve sur le Pont no 2 et sert entre 18 000 et 20 000 plats quotidiennement. Chaque jour, l'équipage consomme 280 kg de hamburgers, 2 000 œufs, 800 baguettes de pain, 350 kg de légumes et 400 kg de fruits. Avec ses 11 cambuses, chaque navire entrepose suffisamment de vivres pour nourrir l'équipage trois mois d'affilée. Les cuisiniers se relaient pour faire fonctionner la cantine 23 heures sur 24.
Les salons de coiffure réalisent 250 coupes par jour. La buanderie est capable de laver 2,5 tonnes de linge sale par jour (5 tonnes pour le Reagan), et fonctionne six jours sur sept. Trois chapelles catholiques célèbrent des messes chaque jour.
Des biens de consommation courants peuvent être achetés au sein des deux supermarchés (barres chocolatées, croustille, savons, dentifrice, etc.). L'usage de la monnaie est interdit à bord ; avant le départ du navire, chaque membre d'équipage peut aller retirer une carte à puce et la remplir de « points » à l'aide d'une borne, en échange de vraie monnaie. Ces points permettent de faire des achats sans avoir à échanger d'argent liquide.

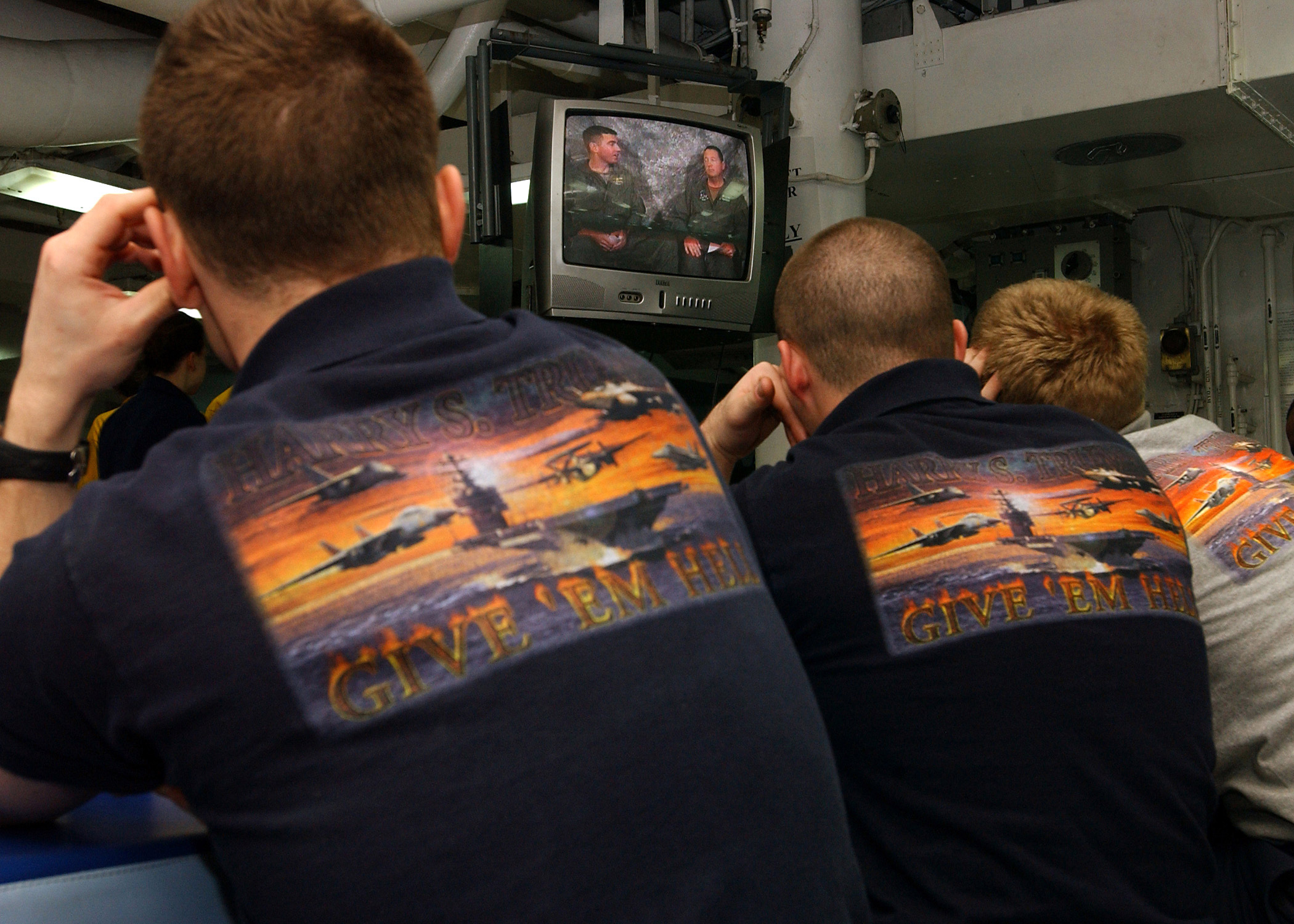
Chaque navire possède sa propre station de radio et sa propre chaîne d'information.

Chaque porte-avions possède un studio d'enregistrement, où sont enregistrés les émissions de radio locale et les reportages de la chaîne télévisée d'information. Ces médias sont diffusés à bord au moyen du réseau local. Les télévisions des salles de séjour captent en plus les chaînes commerciales diffusées par le Challenge-Athena-System. Les marins ont accès au téléphone satellitaire et à l'Internet, ce qui leur permet de rester en contact avec leur famille. Les marins ont également accès à un service postal, qui livre les lettres et courriers aux services postaux des ports où le navire fait escale.
Le centre médical se trouve sur le Pont no 3. Le porte-avions sert de centre hospitalier pour tout le groupe aéronaval ; sur les autres navires, il n'y a souvent que quelques infirmiers. Un Nimitz dispose d'une clinique dentaire dotée de cinq chirurgiens-dentistes, d'un service généraliste et d'un bloc opératoire, servi par six chirurgiens-docteurs. Le centre dispose de 53 lits et d'un centre de soins intensifs (trois lits).

### Risques
Les porte-avions sont parmi les navires les plus dangereux de la Navy. Dangereux pour les pilotes bien entendu, mais surtout pour les membres d'équipage présents sur le pont d'envol. Chaque personne doit rester concentrée dans sa tâche ; lorsqu'on évolue au milieu des bombes et des missiles, des décollages et des appontages incessants, la moindre seconde d'inattention peut être fatale.
Un exemple célèbre est celui de John Bridget : en 1991, ce mécanicien travaillait sur le pont d'envol de nuit. En voulant inspecter le train d'atterrissage d'un A-6 Intruder, il ne s'était pas aperçu que celui-ci était sur le point de décoller, avec ses turbines en train de monter en régime. En s'approchant trop près du réacteur, il s'est retrouvé aspiré par le courant d'air. Sa combinaison se déchira à l'intérieur, provoquant la destruction de la turbine et lui sauvant la vie. Il s'extirpera de la turbine avec des blessures légères. La scène fut filmée et sera rapidement retransmise sur les chaînes de télévision du monde entier,.
Un risque plus fréquent est la chute par-dessus bord, lorsque le vent est fort (plusieurs cas sont signalés chaque année). Il est également très dangereux de travailler auprès des avions, notamment lors du décollage, car leurs réacteurs produisent une flamme de plusieurs mètres qui peut brûler vive toute personne à proximité. C'est pour toutes ces raisons que le personnel du pont d'envol reçoit une prime de risque en supplément du salaire.

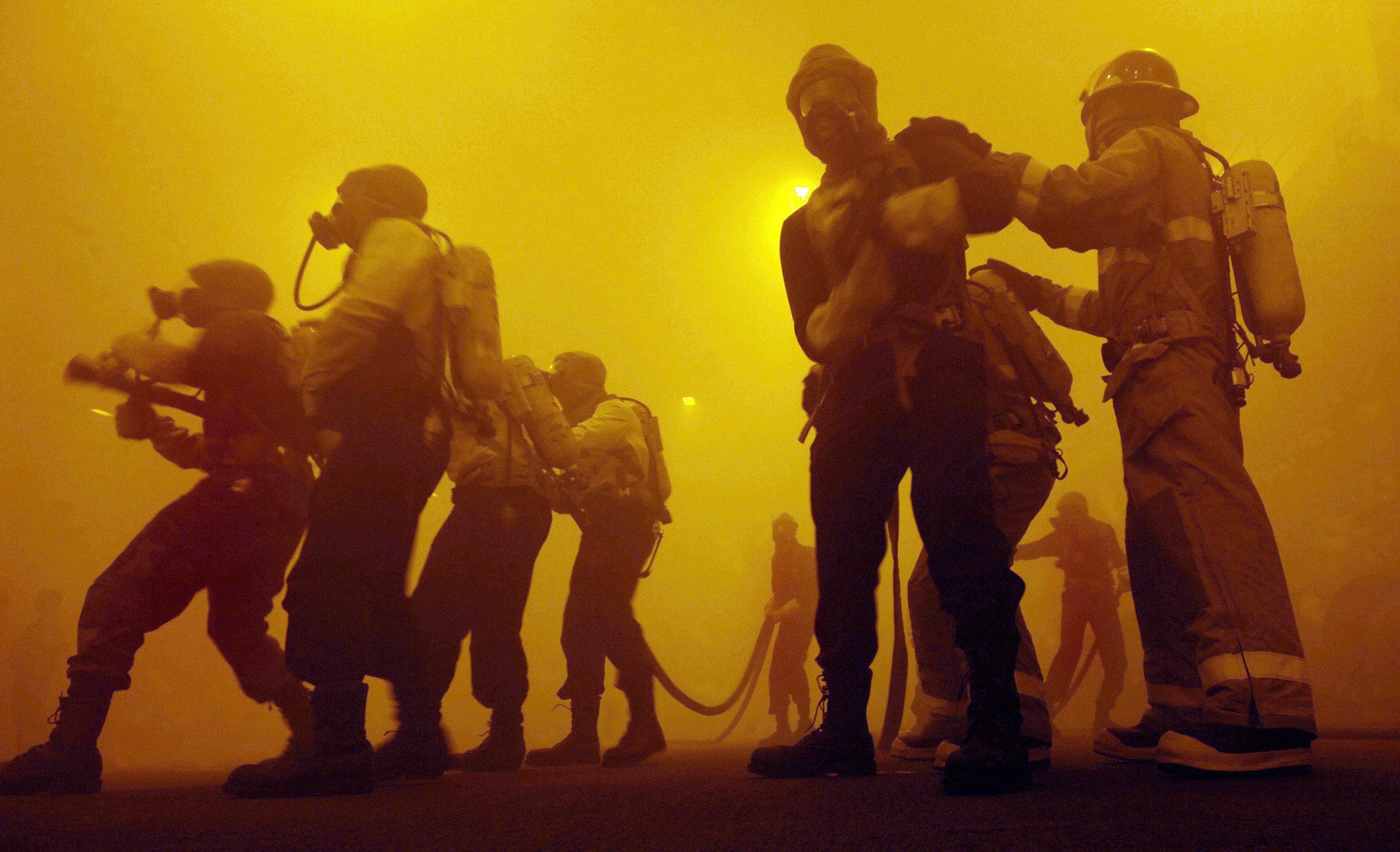
Équipes d'intervention lors d'une simulation d'incendie.

L'accident le plus grave de l'histoire des Nimitz a eu lieu dans la nuit du 26 mai 1981. Un EA-6 Prowler cherchant à se poser sur le pont rata les brins d'arrêt. Malgré l'ordre envoyé par l'officier d'appontage, le pilote n'a pas repris son envol pour retenter un appontage, mais a essayé de freiner sur la piste. Il est entré en collision avec plusieurs avions garés en bout de piste, en tuant leurs pilotes et en faisant exploser les bombes qu'ils transportaient, provoquant un incendie important. L'accident coûta la vie à 14 personnes et fit 48 blessés,. Une analyse médico-légale montra que certaines victimes étaient positives au cannabis, ce qui entraîna l'entrée en vigueur de la Tolérance zéro vis-à-vis des drogues dans les armées.
Comme sur tout autre navire, le risque d'incendie fait partie des préoccupations prioritaires du Département Sécurité. L'équipage doit régulièrement participer à des exercices d'intervention anti-incendie, afin de rester opérationnel 100 % du temps. Cette tâche est rendue difficile par la taille et la complexité du navire. L'incendie du 28 mai 2008, à bord de l'USS George Washington, a montré les désastres qu'entraîne une mauvaise formation de l'équipage. Environ 400 litres de liquide de refroidissement avaient pris feu dans un compartiment des ponts inférieurs. Le Département Sécurité a mis huit heures pour découvrir le foyer de l'incendie, qui a eu le temps de se propager dans 80 compartiments adjacents. L'accident fit 37 blessés et causa 70 millions de dollars de dégâts,.

## Profil de l'utilisation

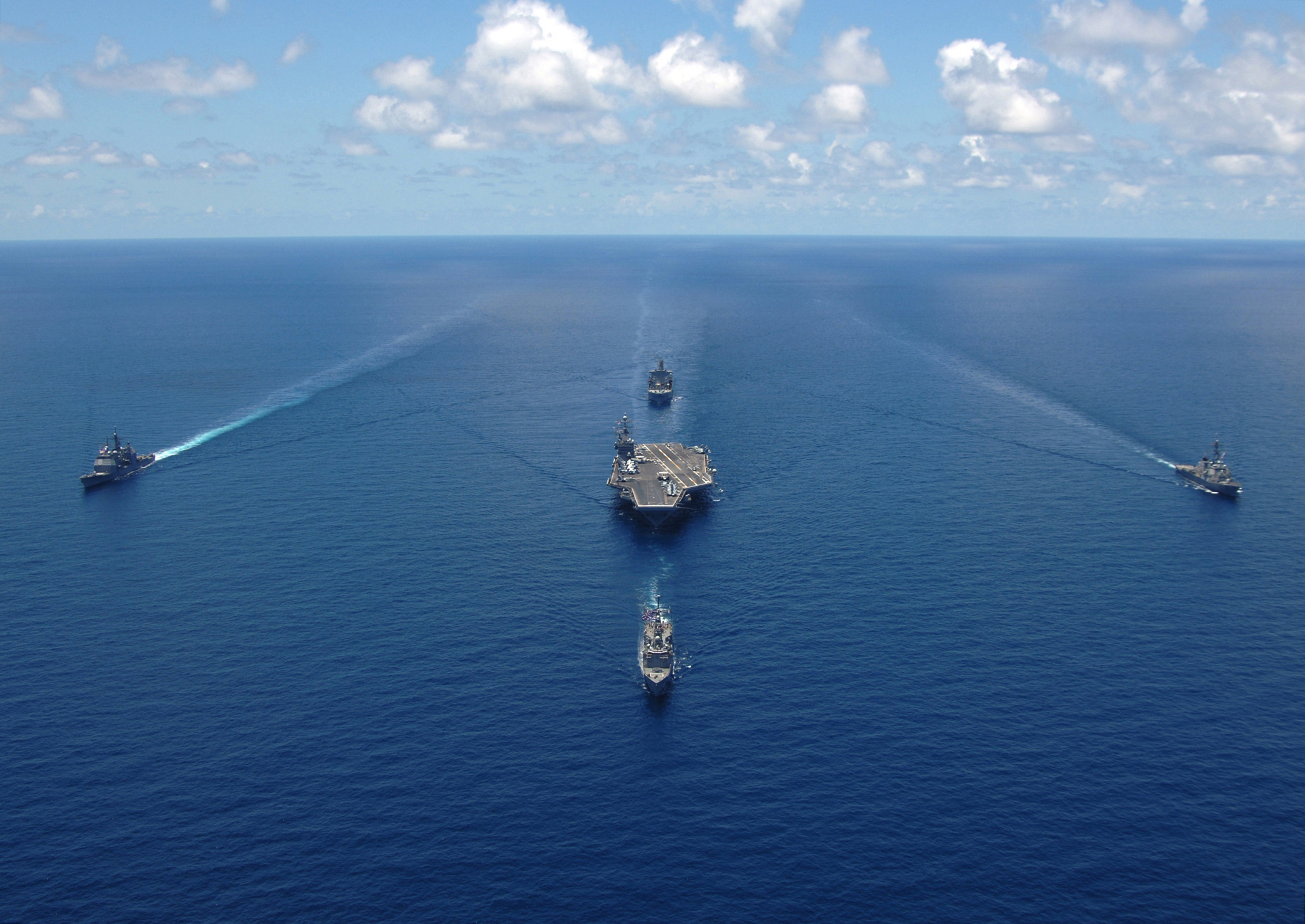
Groupe aéronaval du George Washington (2006).

Pour les États-Unis, les porte-avions sont un instrument de choix pour les opérations de projection de puissance et leurs effets psychologiques sur l'adversaire. Ils sont devenus l'outil indispensable pour la défense des intérêts américains à l'étranger ; l'ancien Secrétaire à la Défense William Cohen disait des porte-avions : « Si vous ne disposez pas de cette présence déployée à l'extérieur, vous avez moins qu'une voix, moins qu'une influence ». Bill Clinton disait quant à lui : « Lorsqu'une personne s'exclame à Washington « Nous sommes en crise ! », ce n'est pas un hasard si la première question qu'on peut lire sur les lèvres de tout le monde est : « Où se trouve le porte-avions le plus proche ? » ». Avec ces engins, les États-Unis peuvent intervenir en n'importe quel point du globe, pourvu qu'il soit accessible par la mer, sans avoir à traverser les territoires voisins.
Qui plus est, les navires à propulsion nucléaire nécessitent peu de ravitaillement, et font donc moins d'escales que les autres navires. Ceci est un atout, puisqu'ils dépendent moins des bases navales étrangères. Ils sont l'équivalent moderne de la « Politique de la canonnière » du XIXe siècle ; ils instillent un sentiment de peur, car un seul groupe aéronaval est souvent mieux équipé et mieux organisé que l'ensemble des vaisseaux d'un État plus petit. Il en va de même pour la force aérienne nationale de ces pays, souvent inapte à faire face à la polyvalence et la puissance des escadrons américains. De plus, ces États ne peuvent généralement entreprendre aucune action militaire envers ces groupes de combat, lorsque ceux-ci se placent au large des côtes, dans les eaux internationales.
Les porte-avions sont exclusivement employés au sein d'un groupe aéronaval, le Carrier Strike Group. Au sein d'un tel groupe, nous retrouvons un mélange de trois à cinq destroyers de la classe Arleigh Burke ou de croiseurs de la classe Ticonderoga, notons que les frégates de la classe Oliver Hazard Perry ont toutes été retirées du service depuis 2014 et ne font donc plus partie du groupe d'escorte, deux sous-marins nucléaires et un navire ravitailleur. Les navires d'escorte protègent le porte-avions contre les menaces aériennes et sous-marines, et peuvent tirer des missiles de croisière en préparation d'un conflit (pour affaiblir les capacités de défense de l'adversaire, par ex.). La protection des porte-avions est aussi assurée par 2 000 compartiments étanches pour leur permettre de survivre à des impacts de torpilles ou de missiles.
Les États-Unis ont très tôt pensé à créer des groupes aéronavals entièrement composés de navires à propulsion atomique. Ce concept a été testé en 1964, à l'initiative de l'amiral John S. McCain, dans l'opération Sea Orbit : le porte-avions Enterprise et deux croiseurs à propulsion nucléaire d'escorte firent le tour du monde à une vitesse moyenne de 25 nœuds et avec seulement trois escales. Ce test démontra qu'un groupe aéronaval entièrement nucléaire pouvait opérer avec une très grande autosuffisance, mais la Navy conclut que ce gain n'était pas à la hauteur de ce qu'elle pouvait en attendre. En effet, les groupes aéronavals sont déjà largement autosuffisants ; les navires d'escorte à propulsion classique peuvent franchir 5 000 milles nautiques sans ravitaillement (c'est-à-dire la distance entre la côte Est des États-Unis et la mer Méditerranée). Le gain serait minime devant les coûts engendrés par la transition vers le nucléaire total.